# Đông Ngụy
Đông Ngụy (tiếng Trung: 東魏) là triều đại xuất hiện sau khi có sự tan rã của Nhà nước Bắc Ngụy và cai trị vùng lãnh thổ Bắc Trung Quốc từ năm 534 tới năm 550.
Năm 534, Cao Hoan (高歡), viên tướng chuyên quyền ở nửa đông của khu vực từng là lãnh thổ Bắc Ngụy sau sự tan rã của triều đại Bắc Ngụy đã dựng Nguyên Thiện Kiến, một hậu duệ Bắc Ngụy làm Hoàng đế của Đông Ngụy. Nguyên Thiện Kiến chỉ là ông vua bù nhìn do quyền lực thật sự nằm trong tay Cao Hoan. Một vài chiến dịch quân sự đã nổ ra để chống lại Nhà nước Tây Ngụy với mục đích tái thống nhất vùng lãnh thổ đã từng có thời thuộc Bắc Ngụy, nhưng đã không thành công, và năm 547, Cao Hoan chết. Các con trai ông là Cao Trừng (高澄) và Cao Dương (高洋) có đủ khả năng để theo đuổi các chính sách của ông trong việc kiểm soát Hoàng đế, và vào năm 550, Cao Dương đã phế truất Nguyên Thiện Kiến để lập ra triều đại của chính mình, sử gọi là nhà Bắc Tề.

## Xây dựng kinh đô Nghiệp Thành
Năm 543, nhà Đông Ngụy cho đắp thêm Trường thành tại Sơn Tây dài 150 dặm. Nhà Đông Ngụy cho xây dựng mở mang Nghiệp Thành (trước đó được xây dựng quy mô bởi Tào Tháo thời Tam Quốc). Phần Nam Nghiệp Thành có diện tích 12 km2, từ đông sang tây 6 dặm, từ bắc xuống nam 8 dặm. Nhiều cung điện nguy nga như điện Thái Cơ, cung Triều Dương, vườn Hiến Đô được xây cất. Cao Hoan không chỉ cho xây dựng các cung điện mà còn cho chế tạo các con rối có thể chơi nhạc cụ. Về sau Cao Dương (Văn Tuyên Đế nhà Bắc Tề) huy động 30 vạn thợ thuyền xây 3 cung điện cao tới 27 thước.
Tuy nhiên sự huy hoàng của kinh đô này kéo dài không lâu, nó bị thiêu hủy năm 580 bởi những người chống đối lại sự tiếm quyền của Dương Kiên. Toàn bộ thành phố bị thiêu cháy và Nghiệp Thành biến mất không phục hồi được nữa.

## Lãnh thổ
Đông Ngụy chiếm hữu đất đai tương đối rộng, bắc đến sa mạc, nam đến Giang Hoài, đông đến biển, tây đến Hoàng Hà và suốt vùng Lạc Dương, lân cận Tây Ngụy. Nhà Đông Ngụy có lãnh thổ lớn hơn và lực lượng quân đội đông hơn Tây Ngụy, với lợi thế đó, Cao Hoan cho tiến hành các cuộc tấn công vào Tây Ngụy song Tây Ngụy vẫn trụ vững.

## Chính quyền họ Cao
Sau khi Hiếu Vũ Đế chạy sang Trường An thì tại Lạc Dương, Cao Hoan lập người con Thanh Hà Văn Tuyên Vương là Thanh Hà Vương Nguyên Thiện Kiến (524 – 552) làm vua, hiệu là Ngụy Hiếu Tĩnh Đế (534 – 552), vị vua duy nhất của triều Đông Ngụy, và dời đô sang Nghiệp Thành (Hàm Đan, Hà Bắc) vào năm 537 nhằm tránh xa biên giới Tây Ngụy.
Năm 537, quân Đông Ngụy chia làm 3 mũi tấn công Tây Ngụy nhưng thất bại, Tây Ngụy chiếm được vùng tây Hà Nam và đông nam Sơn Tây. Đông Ngụy cũng nhiều lần tấn công Tây Ngụy nhưng không thành công.
Năm 536, Cao Hoan đã đưa con mình Cao Trừng mới 14 tuổi lên làm Tể tướng, tham gia gánh vác việc triều chính.
Cao Hoan áp dụng một số biện pháp để khôi phục lại nền kinh tế bị chiến tranh tàn phá. Thời kỳ đầu Đông Ngụy, đất đai bị kiêm tính hết sức nghiêm trọng. Cao Hoan ra lệnh chia lại ruộng đất cho một số lưu dân có đất canh tác, ra sức khai hoang, phát triển nông nghiệp, xây các kho lương thực để dự phòng chiến tranh và thiên tai tại các vùng. Nền kinh tế dần được khôi phục. Cao Hoan triệt tiêu cơ cấu của 30 châu, 153 quận, 589 huyện, cơ cấu tinh giản bộ máy.
Năm 541, nhà Đông Ngụy ban hành luật lệ, do được chỉnh lý tại điện Lân Chỉ nên gọi là Lân Chỉ cách.
Năm 547, Cao Hoan chết, các con Cao Hoan là Bột Hải Vương Cao Trừng (người đã tham gia triều chính từ năm 536) và Thái Nguyên Công Cao Dương (535 – 560) lên nắm quyền, củng cố lực lượng, đánh bại các bộ lạc du mục Moxi, Khiết Đan và Nhu Nhiên và kiểm soát vùng sông Hoài. Không giống như cha mình, Cao Dương đã cho áp dụng chế độ quân điền để củng cố nền kinh tế. Mùa xuân năm 549, Cao Trừng buộc Hiếu Tĩnh Đế phong cho mình tước Tề Vương và chức Tướng quốc. Mùa thu năm đó, Cao Trừng chuẩn bị phế truất ngôi vua thì bị đầu bếp Lan Kinh ám sát. Thái Nguyên Công Cao Dương từ Nghiệp Thành đã đem quân về ổn định tình hình, đem quân vào cung, đưa Hiếu Tĩnh Đế về Tấn Dương. Cao Dương ra lệnh giết 721 tôn thất Bắc Ngụy.
Mùa xuân năm 550, Cao Dương buộc Hiếu Tĩnh Đế phong mình làm Tề Vương, gia phong Cửu tích. Mùa hè năm 550, Cao Dương đưa Hiếu Tĩnh Đế trở lại Nghiệp Thành và sau đó đã phế truất Hiếu Tĩnh Đế để lên làm vua, hiệu là Văn Tuyên Đế, lập nên Bắc Tề vào năm 550. Hiếu Tĩnh Đế bị giáng làm Trung Sơn Vương, hai năm sau thì bị Văn Tuyên Đế cho người đánh thuốc độc giết chết và cho mai táng theo nghi lễ hoàng gia. Ít lâu sau, Văn Tuyên Đế lại cho quật mộ Hiếu Tĩnh Đế và thả quan tài xuống sông Chương. Nhà Đông Ngụy diệt vong.

## Nghệ thuật, Phật giáo
Nghệ thuật Phật giáo của Đông Ngụy là sự kết hợp các ảnh hưởng của Phật giáo-Hy Lạp từ Gandhara và Trung Á (các kiểu thể hiện các nhân vật đang bay với vành hoa trên đầu, kiểu khắc xếp nếp của người Hy Lạp) với các ảnh hưởng nghệ thuật Trung Hoa.

## Hoàng đế
|                                                 |                                                 |                                                 |                                                 |                                                 |                                                 |                             |                             |                                               |                                               |                                               |                                               |                                               |                                               |  |  |                                                  |                                                  |                                                  |                                                  |                                                  |                                                  |  |  |                                              |                                              |                                              |                                              |                                              |                                              |  |  |                                                    |                                                    |                                                    |                                                    |                                                    |                                                    |  |  |                                                             |                                                             |                                                             |                                                             |                                                             |                                                             |  |  | Thác Bạt Sách Đầu bộ                             | Thác Bạt Sách Đầu bộ                             | Thác Bạt Sách Đầu bộ                             | Thác Bạt Sách Đầu bộ                             | Thác Bạt Sách Đầu bộ                             | Thác Bạt Sách Đầu bộ                             |  |  |                                                     |                                                     |                                                     |                                                     |                                                     |                                                     |                                               |                                               | Thời kỳ tam phân                              | Thời kỳ tam phân                              | Thời kỳ tam phân                           | Thời kỳ tam phân                           | Thời kỳ tam phân                           | Thời kỳ tam phân                           |  |  |                                                  |                                                  |                                                  |                                                  |                                                  |                                                  |  |  |  |  |  |  |  |  |  |  |  |  |  |  |  |  |  |  |  |  |
|                                                 |                                                 |                                                 |                                                 |                                                 |                                                 |                             |                             |                                               |                                               |                                               |                                               |                                               |                                               |  |  |                                                  |                                                  |                                                  |                                                  |                                                  |                                                  |  |  |                                              |                                              |                                              |                                              |                                              |                                              |  |  |                                                    |                                                    |                                                    |                                                    |                                                    |                                                    |  |  |                                                             |                                                             |                                                             |                                                             |                                                             |                                                             |  |  | Thác Bạt Sách Đầu bộ                             | Thác Bạt Sách Đầu bộ                             | Thác Bạt Sách Đầu bộ                             | Thác Bạt Sách Đầu bộ                             | Thác Bạt Sách Đầu bộ                             | Thác Bạt Sách Đầu bộ                             |  |  | Đại                                                 |                                                     |                                                     |                                                     |                                                     |                                                     |                                               |                                               | Thời kỳ tam phân                              | Thời kỳ tam phân                              | Thời kỳ tam phân                           | Thời kỳ tam phân                           | Thời kỳ tam phân                           | Thời kỳ tam phân                           |  |  |                                                  |                                                  |                                                  |                                                  |                                                  |                                                  |  |  |  |  |  |  |  |  |  |  |  |  |  |  |  |  |  |  |  |  |
|                                                 |                                                 |                                                 |                                                 |                                                 |                                                 |                             |                             |                                               |                                               |                                               |                                               |                                               |                                               |  |  |                                                  |                                                  |                                                  |                                                  |                                                  |                                                  |  |  |                                              |                                              |                                              |                                              |                                              |                                              |  |  |                                                    |                                                    |                                                    |                                                    |                                                    |                                                    |  |  |                                                             |                                                             |                                                             |                                                             |                                                             |                                                             |  |  | Nam Lương                                        |                                                  |                                                  |                                                  |                                                  |                                                  |  |  |                                                     |                                                     |                                                     |                                                     |                                                     |                                                     |                                               |                                               |                                               |                                               |                                            |                                            |                                            |                                            |  |  |                                                  |                                                  |                                                  |                                                  |                                                  |                                                  |  |  |  |  |  |  |  |  |  |  |  |  |  |  |  |  |  |  |  |  |
|                                                 |                                                 |                                                 |                                                 |                                                 |                                                 |                             |                             |                                               |                                               |                                               |                                               |                                               |                                               |  |  |                                                  |                                                  |                                                  |                                                  |                                                  |                                                  |  |  |                                              |                                              |                                              |                                              |                                              |                                              |  |  |                                                    |                                                    |                                                    |                                                    |                                                    |                                                    |  |  |                                                             |                                                             |                                                             |                                                             |                                                             |                                                             |  |  |                                                  |                                                  |                                                  |                                                  |                                                  |                                                  |  |  | Bắc Ngụy                                            |                                                     |                                                     |                                                     |                                                     |                                                     |                                               |                                               |                                               |                                               |                                            |                                            |                                            |                                            |  |  |                                                  |                                                  |                                                  |                                                  |                                                  |                                                  |  |  |  |  |  |  |  |  |  |  |  |  |  |  |  |  |  |  |  |  |
|                                                 |                                                 |                                                 |                                                 |                                                 |                                                 |                             |                             |                                               |                                               |                                               |                                               |                                               |                                               |  |  |                                                  |                                                  |                                                  |                                                  |                                                  |                                                  |  |  |                                              |                                              |                                              |                                              |                                              |                                              |  |  |                                                    |                                                    |                                                    |                                                    |                                                    |                                                    |  |  |                                                             |                                                             |                                                             |                                                             |                                                             |                                                             |  |  | Đông Ngụy                                        |                                                  |                                                  |                                                  |                                                  |                                                  |  |  |                                                     |                                                     |                                                     |                                                     |                                                     |                                                     |                                               |                                               |                                               |                                               |                                            |                                            |                                            |                                            |  |  |                                                  |                                                  |                                                  |                                                  |                                                  |                                                  |  |  |  |  |  |  |  |  |  |  |  |  |  |  |  |  |  |  |  |  |
|                                                 |                                                 |                                                 |                                                 |                                                 |                                                 |                             |                             |                                               |                                               |                                               |                                               |                                               |                                               |  |  |                                                  |                                                  |                                                  |                                                  |                                                  |                                                  |  |  |                                              |                                              |                                              |                                              |                                              |                                              |  |  |                                                    |                                                    |                                                    |                                                    |                                                    |                                                    |  |  |                                                             |                                                             |                                                             |                                                             |                                                             |                                                             |  |  |                                                  |                                                  |                                                  |                                                  |                                                  |                                                  |  |  | Tây Ngụy                                            |                                                     |                                                     |                                                     |                                                     |                                                     |                                               |                                               |                                               |                                               |                                            |                                            |                                            |                                            |  |  |                                                  |                                                  |                                                  |                                                  |                                                  |                                                  |  |  |  |  |  |  |  |  |  |  |  |  |  |  |  |  |  |  |  |  |
|                                                 |                                                 |                                                 |                                                 |                                                 |                                                 |                             |                             |                                               |                                               |                                               |                                               |                                               |                                               |  |  |                                                  |                                                  |                                                  |                                                  |                                                  |                                                  |  |  |                                              |                                              |                                              |                                              |                                              |                                              |  |  |                                                    |                                                    |                                                    |                                                    |                                                    |                                                    |  |  |                                                             |                                                             |                                                             |                                                             |                                                             |                                                             |  |  |                                                  |                                                  | nhận nuôi                                        |                                                  |                                                  |                                                  |  |  |                                                     |                                                     |                                                     |                                                     |                                                     |                                                     |                                               |                                               |                                               |                                               |                                            |                                            |                                            |                                            |  |  |                                                  |                                                  |                                                  |                                                  |                                                  |                                                  |  |  |  |  |  |  |  |  |  |  |  |  |  |  |  |  |  |  |  |  |
|                                                 |                                                 |                                                 |                                                 |                                                 |                                                 |                             |                             |                                               |                                               |                                               |                                               |                                               |                                               |  |  |                                                  |                                                  |                                                  |                                                  |                                                  |                                                  |  |  |                                              |                                              |                                              |                                              |                                              |                                              |  |  | Thành Đế Thác Bạt Mao                              |                                                    |                                                    |                                                    |                                                    |                                                    |  |  |                                                             |                                                             |                                                             |                                                             |                                                             |                                                             |  |  |                                                  |                                                  |                                                  |                                                  |                                                  |                                                  |  |  |                                                     |                                                     |                                                     |                                                     |                                                     |                                                     |                                               |                                               |                                               |                                               |                                            |                                            |                                            |                                            |  |  |                                                  |                                                  |                                                  |                                                  |                                                  |                                                  |  |  |  |  |  |  |  |  |  |  |  |  |  |  |  |  |  |  |  |  |
|                                                 |                                                 |                                                 |                                                 |                                                 |                                                 |                             |                             |                                               |                                               |                                               |                                               |                                               |                                               |  |  |                                                  |                                                  |                                                  |                                                  |                                                  |                                                  |  |  |                                              |                                              |                                              |                                              |                                              |                                              |  |  |                                                    |                                                    |                                                    |                                                    |                                                    |                                                    |  |  |                                                             |                                                             |                                                             |                                                             |                                                             |                                                             |  |  |                                                  |                                                  |                                                  |                                                  |                                                  |                                                  |  |  |                                                     |                                                     |                                                     |                                                     |                                                     |                                                     |                                               |                                               |                                               |                                               |                                            |                                            |                                            |                                            |  |  |                                                  |                                                  |                                                  |                                                  |                                                  |                                                  |  |  |  |  |  |  |  |  |  |  |  |  |  |  |  |  |  |  |  |  |
|                                                 |                                                 |                                                 |                                                 |                                                 |                                                 |                             |                             |                                               |                                               |                                               |                                               |                                               |                                               |  |  |                                                  |                                                  |                                                  |                                                  |                                                  |                                                  |  |  |                                              |                                              |                                              |                                              |                                              |                                              |  |  | Tiết Đế Thác Bạt Thải                              |                                                    |                                                    |                                                    |                                                    |                                                    |  |  |                                                             |                                                             |                                                             |                                                             |                                                             |                                                             |  |  |                                                  |                                                  |                                                  |                                                  |                                                  |                                                  |  |  |                                                     |                                                     |                                                     |                                                     |                                                     |                                                     |                                               |                                               |                                               |                                               |                                            |                                            |                                            |                                            |  |  |                                                  |                                                  |                                                  |                                                  |                                                  |                                                  |  |  |  |  |  |  |  |  |  |  |  |  |  |  |  |  |  |  |  |  |
|                                                 |                                                 |                                                 |                                                 |                                                 |                                                 |                             |                             |                                               |                                               |                                               |                                               |                                               |                                               |  |  |                                                  |                                                  |                                                  |                                                  |                                                  |                                                  |  |  |                                              |                                              |                                              |                                              |                                              |                                              |  |  |                                                    |                                                    |                                                    |                                                    |                                                    |                                                    |  |  |                                                             |                                                             |                                                             |                                                             |                                                             |                                                             |  |  |                                                  |                                                  |                                                  |                                                  |                                                  |                                                  |  |  |                                                     |                                                     |                                                     |                                                     |                                                     |                                                     |                                               |                                               |                                               |                                               |                                            |                                            |                                            |                                            |  |  |                                                  |                                                  |                                                  |                                                  |                                                  |                                                  |  |  |  |  |  |  |  |  |  |  |  |  |  |  |  |  |  |  |  |  |
|                                                 |                                                 |                                                 |                                                 |                                                 |                                                 |                             |                             |                                               |                                               |                                               |                                               |                                               |                                               |  |  |                                                  |                                                  |                                                  |                                                  |                                                  |                                                  |  |  |                                              |                                              |                                              |                                              |                                              |                                              |  |  | Trang Đế Thác Bạt Quan                             |                                                    |                                                    |                                                    |                                                    |                                                    |  |  |                                                             |                                                             |                                                             |                                                             |                                                             |                                                             |  |  |                                                  |                                                  |                                                  |                                                  |                                                  |                                                  |  |  |                                                     |                                                     |                                                     |                                                     |                                                     |                                                     |                                               |                                               |                                               |                                               |                                            |                                            |                                            |                                            |  |  |                                                  |                                                  |                                                  |                                                  |                                                  |                                                  |  |  |  |  |  |  |  |  |  |  |  |  |  |  |  |  |  |  |  |  |
|                                                 |                                                 |                                                 |                                                 |                                                 |                                                 |                             |                             |                                               |                                               |                                               |                                               |                                               |                                               |  |  |                                                  |                                                  |                                                  |                                                  |                                                  |                                                  |  |  |                                              |                                              |                                              |                                              |                                              |                                              |  |  |                                                    |                                                    |                                                    |                                                    |                                                    |                                                    |  |  |                                                             |                                                             |                                                             |                                                             |                                                             |                                                             |  |  |                                                  |                                                  |                                                  |                                                  |                                                  |                                                  |  |  |                                                     |                                                     |                                                     |                                                     |                                                     |                                                     |                                               |                                               |                                               |                                               |                                            |                                            |                                            |                                            |  |  |                                                  |                                                  |                                                  |                                                  |                                                  |                                                  |  |  |  |  |  |  |  |  |  |  |  |  |  |  |  |  |  |  |  |  |
|                                                 |                                                 |                                                 |                                                 |                                                 |                                                 |                             |                             |                                               |                                               |                                               |                                               |                                               |                                               |  |  |                                                  |                                                  |                                                  |                                                  |                                                  |                                                  |  |  |                                              |                                              |                                              |                                              |                                              |                                              |  |  | Minh Đế Thác Bạt Lâu                               |                                                    |                                                    |                                                    |                                                    |                                                    |  |  |                                                             |                                                             |                                                             |                                                             |                                                             |                                                             |  |  |                                                  |                                                  |                                                  |                                                  |                                                  |                                                  |  |  |                                                     |                                                     |                                                     |                                                     |                                                     |                                                     |                                               |                                               |                                               |                                               |                                            |                                            |                                            |                                            |  |  |                                                  |                                                  |                                                  |                                                  |                                                  |                                                  |  |  |  |  |  |  |  |  |  |  |  |  |  |  |  |  |  |  |  |  |
|                                                 |                                                 |                                                 |                                                 |                                                 |                                                 |                             |                             |                                               |                                               |                                               |                                               |                                               |                                               |  |  |                                                  |                                                  |                                                  |                                                  |                                                  |                                                  |  |  |                                              |                                              |                                              |                                              |                                              |                                              |  |  |                                                    |                                                    |                                                    |                                                    |                                                    |                                                    |  |  |                                                             |                                                             |                                                             |                                                             |                                                             |                                                             |  |  |                                                  |                                                  |                                                  |                                                  |                                                  |                                                  |  |  |                                                     |                                                     |                                                     |                                                     |                                                     |                                                     |                                               |                                               |                                               |                                               |                                            |                                            |                                            |                                            |  |  |                                                  |                                                  |                                                  |                                                  |                                                  |                                                  |  |  |  |  |  |  |  |  |  |  |  |  |  |  |  |  |  |  |  |  |
|                                                 |                                                 |                                                 |                                                 |                                                 |                                                 |                             |                             |                                               |                                               |                                               |                                               |                                               |                                               |  |  |                                                  |                                                  |                                                  |                                                  |                                                  |                                                  |  |  |                                              |                                              |                                              |                                              |                                              |                                              |  |  | An Đế Thác Bạt Việt                                |                                                    |                                                    |                                                    |                                                    |                                                    |  |  |                                                             |                                                             |                                                             |                                                             |                                                             |                                                             |  |  |                                                  |                                                  |                                                  |                                                  |                                                  |                                                  |  |  |                                                     |                                                     |                                                     |                                                     |                                                     |                                                     |                                               |                                               |                                               |                                               |                                            |                                            |                                            |                                            |  |  |                                                  |                                                  |                                                  |                                                  |                                                  |                                                  |  |  |  |  |  |  |  |  |  |  |  |  |  |  |  |  |  |  |  |  |
|                                                 |                                                 |                                                 |                                                 |                                                 |                                                 |                             |                             |                                               |                                               |                                               |                                               |                                               |                                               |  |  |                                                  |                                                  |                                                  |                                                  |                                                  |                                                  |  |  |                                              |                                              |                                              |                                              |                                              |                                              |  |  |                                                    |                                                    |                                                    |                                                    |                                                    |                                                    |  |  |                                                             |                                                             |                                                             |                                                             |                                                             |                                                             |  |  |                                                  |                                                  |                                                  |                                                  |                                                  |                                                  |  |  |                                                     |                                                     |                                                     |                                                     |                                                     |                                                     |                                               |                                               |                                               |                                               |                                            |                                            |                                            |                                            |  |  |                                                  |                                                  |                                                  |                                                  |                                                  |                                                  |  |  |  |  |  |  |  |  |  |  |  |  |  |  |  |  |  |  |  |  |
|                                                 |                                                 |                                                 |                                                 |                                                 |                                                 |                             |                             |                                               |                                               |                                               |                                               |                                               |                                               |  |  |                                                  |                                                  |                                                  |                                                  |                                                  |                                                  |  |  |                                              |                                              |                                              |                                              |                                              |                                              |  |  | Tuyên Đế Thác Bạt Thôi Dần                         |                                                    |                                                    |                                                    |                                                    |                                                    |  |  |                                                             |                                                             |                                                             |                                                             |                                                             |                                                             |  |  |                                                  |                                                  |                                                  |                                                  |                                                  |                                                  |  |  |                                                     |                                                     |                                                     |                                                     |                                                     |                                                     |                                               |                                               |                                               |                                               |                                            |                                            |                                            |                                            |  |  |                                                  |                                                  |                                                  |                                                  |                                                  |                                                  |  |  |  |  |  |  |  |  |  |  |  |  |  |  |  |  |  |  |  |  |
|                                                 |                                                 |                                                 |                                                 |                                                 |                                                 |                             |                             |                                               |                                               |                                               |                                               |                                               |                                               |  |  |                                                  |                                                  |                                                  |                                                  |                                                  |                                                  |  |  |                                              |                                              |                                              |                                              |                                              |                                              |  |  |                                                    |                                                    |                                                    |                                                    |                                                    |                                                    |  |  |                                                             |                                                             |                                                             |                                                             |                                                             |                                                             |  |  |                                                  |                                                  |                                                  |                                                  |                                                  |                                                  |  |  |                                                     |                                                     |                                                     |                                                     |                                                     |                                                     |                                               |                                               |                                               |                                               |                                            |                                            |                                            |                                            |  |  |                                                  |                                                  |                                                  |                                                  |                                                  |                                                  |  |  |  |  |  |  |  |  |  |  |  |  |  |  |  |  |  |  |  |  |
|                                                 |                                                 |                                                 |                                                 |                                                 |                                                 |                             |                             |                                               |                                               |                                               |                                               |                                               |                                               |  |  |                                                  |                                                  |                                                  |                                                  |                                                  |                                                  |  |  |                                              |                                              |                                              |                                              |                                              |                                              |  |  | Cảnh Đế Thác Bạt Lợi                               |                                                    |                                                    |                                                    |                                                    |                                                    |  |  |                                                             |                                                             |                                                             |                                                             |                                                             |                                                             |  |  |                                                  |                                                  |                                                  |                                                  |                                                  |                                                  |  |  |                                                     |                                                     |                                                     |                                                     |                                                     |                                                     |                                               |                                               |                                               |                                               |                                            |                                            |                                            |                                            |  |  |                                                  |                                                  |                                                  |                                                  |                                                  |                                                  |  |  |  |  |  |  |  |  |  |  |  |  |  |  |  |  |  |  |  |  |
|                                                 |                                                 |                                                 |                                                 |                                                 |                                                 |                             |                             |                                               |                                               |                                               |                                               |                                               |                                               |  |  |                                                  |                                                  |                                                  |                                                  |                                                  |                                                  |  |  |                                              |                                              |                                              |                                              |                                              |                                              |  |  |                                                    |                                                    |                                                    |                                                    |                                                    |                                                    |  |  |                                                             |                                                             |                                                             |                                                             |                                                             |                                                             |  |  |                                                  |                                                  |                                                  |                                                  |                                                  |                                                  |  |  |                                                     |                                                     |                                                     |                                                     |                                                     |                                                     |                                               |                                               |                                               |                                               |                                            |                                            |                                            |                                            |  |  |                                                  |                                                  |                                                  |                                                  |                                                  |                                                  |  |  |  |  |  |  |  |  |  |  |  |  |  |  |  |  |  |  |  |  |
|                                                 |                                                 |                                                 |                                                 |                                                 |                                                 |                             |                             |                                               |                                               |                                               |                                               |                                               |                                               |  |  |                                                  |                                                  |                                                  |                                                  |                                                  |                                                  |  |  |                                              |                                              |                                              |                                              |                                              |                                              |  |  | Nguyên Đế Thác Bạt Sĩ                              |                                                    |                                                    |                                                    |                                                    |                                                    |  |  |                                                             |                                                             |                                                             |                                                             |                                                             |                                                             |  |  |                                                  |                                                  |                                                  |                                                  |                                                  |                                                  |  |  |                                                     |                                                     |                                                     |                                                     |                                                     |                                                     |                                               |                                               |                                               |                                               |                                            |                                            |                                            |                                            |  |  |                                                  |                                                  |                                                  |                                                  |                                                  |                                                  |  |  |  |  |  |  |  |  |  |  |  |  |  |  |  |  |  |  |  |  |
|                                                 |                                                 |                                                 |                                                 |                                                 |                                                 |                             |                             |                                               |                                               |                                               |                                               |                                               |                                               |  |  |                                                  |                                                  |                                                  |                                                  |                                                  |                                                  |  |  |                                              |                                              |                                              |                                              |                                              |                                              |  |  |                                                    |                                                    |                                                    |                                                    |                                                    |                                                    |  |  |                                                             |                                                             |                                                             |                                                             |                                                             |                                                             |  |  |                                                  |                                                  |                                                  |                                                  |                                                  |                                                  |  |  |                                                     |                                                     |                                                     |                                                     |                                                     |                                                     |                                               |                                               |                                               |                                               |                                            |                                            |                                            |                                            |  |  |                                                  |                                                  |                                                  |                                                  |                                                  |                                                  |  |  |  |  |  |  |  |  |  |  |  |  |  |  |  |  |  |  |  |  |
|                                                 |                                                 |                                                 |                                                 |                                                 |                                                 |                             |                             |                                               |                                               |                                               |                                               |                                               |                                               |  |  |                                                  |                                                  |                                                  |                                                  |                                                  |                                                  |  |  |                                              |                                              |                                              |                                              |                                              |                                              |  |  | Hòa Đế Thác Bạt Tứ                                 |                                                    |                                                    |                                                    |                                                    |                                                    |  |  |                                                             |                                                             |                                                             |                                                             |                                                             |                                                             |  |  |                                                  |                                                  |                                                  |                                                  |                                                  |                                                  |  |  |                                                     |                                                     |                                                     |                                                     |                                                     |                                                     |                                               |                                               |                                               |                                               |                                            |                                            |                                            |                                            |  |  |                                                  |                                                  |                                                  |                                                  |                                                  |                                                  |  |  |  |  |  |  |  |  |  |  |  |  |  |  |  |  |  |  |  |  |
|                                                 |                                                 |                                                 |                                                 |                                                 |                                                 |                             |                             |                                               |                                               |                                               |                                               |                                               |                                               |  |  |                                                  |                                                  |                                                  |                                                  |                                                  |                                                  |  |  |                                              |                                              |                                              |                                              |                                              |                                              |  |  |                                                    |                                                    |                                                    |                                                    |                                                    |                                                    |  |  |                                                             |                                                             |                                                             |                                                             |                                                             |                                                             |  |  |                                                  |                                                  |                                                  |                                                  |                                                  |                                                  |  |  |                                                     |                                                     |                                                     |                                                     |                                                     |                                                     |                                               |                                               |                                               |                                               |                                            |                                            |                                            |                                            |  |  |                                                  |                                                  |                                                  |                                                  |                                                  |                                                  |  |  |  |  |  |  |  |  |  |  |  |  |  |  |  |  |  |  |  |  |
|                                                 |                                                 |                                                 |                                                 |                                                 |                                                 |                             |                             |                                               |                                               |                                               |                                               |                                               |                                               |  |  |                                                  |                                                  |                                                  |                                                  |                                                  |                                                  |  |  |                                              |                                              |                                              |                                              |                                              |                                              |  |  | Định Đế Thác Bạt Cơ                                |                                                    |                                                    |                                                    |                                                    |                                                    |  |  |                                                             |                                                             |                                                             |                                                             |                                                             |                                                             |  |  |                                                  |                                                  |                                                  |                                                  |                                                  |                                                  |  |  |                                                     |                                                     |                                                     |                                                     |                                                     |                                                     |                                               |                                               |                                               |                                               |                                            |                                            |                                            |                                            |  |  |                                                  |                                                  |                                                  |                                                  |                                                  |                                                  |  |  |  |  |  |  |  |  |  |  |  |  |  |  |  |  |  |  |  |  |
|                                                 |                                                 |                                                 |                                                 |                                                 |                                                 |                             |                             |                                               |                                               |                                               |                                               |                                               |                                               |  |  |                                                  |                                                  |                                                  |                                                  |                                                  |                                                  |  |  |                                              |                                              |                                              |                                              |                                              |                                              |  |  |                                                    |                                                    |                                                    |                                                    |                                                    |                                                    |  |  |                                                             |                                                             |                                                             |                                                             |                                                             |                                                             |  |  |                                                  |                                                  |                                                  |                                                  |                                                  |                                                  |  |  |                                                     |                                                     |                                                     |                                                     |                                                     |                                                     |                                               |                                               |                                               |                                               |                                            |                                            |                                            |                                            |  |  |                                                  |                                                  |                                                  |                                                  |                                                  |                                                  |  |  |  |  |  |  |  |  |  |  |  |  |  |  |  |  |  |  |  |  |
|                                                 |                                                 |                                                 |                                                 |                                                 |                                                 |                             |                             |                                               |                                               |                                               |                                               |                                               |                                               |  |  |                                                  |                                                  |                                                  |                                                  |                                                  |                                                  |  |  |                                              |                                              |                                              |                                              |                                              |                                              |  |  | Hy Đế Thác Bạt Cái                                 |                                                    |                                                    |                                                    |                                                    |                                                    |  |  |                                                             |                                                             |                                                             |                                                             |                                                             |                                                             |  |  |                                                  |                                                  |                                                  |                                                  |                                                  |                                                  |  |  |                                                     |                                                     |                                                     |                                                     |                                                     |                                                     |                                               |                                               |                                               |                                               |                                            |                                            |                                            |                                            |  |  |                                                  |                                                  |                                                  |                                                  |                                                  |                                                  |  |  |  |  |  |  |  |  |  |  |  |  |  |  |  |  |  |  |  |  |
|                                                 |                                                 |                                                 |                                                 |                                                 |                                                 |                             |                             |                                               |                                               |                                               |                                               |                                               |                                               |  |  |                                                  |                                                  |                                                  |                                                  |                                                  |                                                  |  |  |                                              |                                              |                                              |                                              |                                              |                                              |  |  |                                                    |                                                    |                                                    |                                                    |                                                    |                                                    |  |  |                                                             |                                                             |                                                             |                                                             |                                                             |                                                             |  |  |                                                  |                                                  |                                                  |                                                  |                                                  |                                                  |  |  |                                                     |                                                     |                                                     |                                                     |                                                     |                                                     |                                               |                                               |                                               |                                               |                                            |                                            |                                            |                                            |  |  |                                                  |                                                  |                                                  |                                                  |                                                  |                                                  |  |  |  |  |  |  |  |  |  |  |  |  |  |  |  |  |  |  |  |  |
|                                                 |                                                 |                                                 |                                                 |                                                 |                                                 |                             |                             |                                               |                                               |                                               |                                               |                                               |                                               |  |  |                                                  |                                                  |                                                  |                                                  |                                                  |                                                  |  |  |                                              |                                              |                                              |                                              |                                              |                                              |  |  | Uy Đế Thác Bạt Quái                                |                                                    |                                                    |                                                    |                                                    |                                                    |  |  |                                                             |                                                             |                                                             |                                                             |                                                             |                                                             |  |  |                                                  |                                                  |                                                  |                                                  |                                                  |                                                  |  |  |                                                     |                                                     |                                                     |                                                     |                                                     |                                                     |                                               |                                               |                                               |                                               |                                            |                                            |                                            |                                            |  |  |                                                  |                                                  |                                                  |                                                  |                                                  |                                                  |  |  |  |  |  |  |  |  |  |  |  |  |  |  |  |  |  |  |  |  |
|                                                 |                                                 |                                                 |                                                 |                                                 |                                                 |                             |                             |                                               |                                               |                                               |                                               |                                               |                                               |  |  |                                                  |                                                  |                                                  |                                                  |                                                  |                                                  |  |  |                                              |                                              |                                              |                                              |                                              |                                              |  |  |                                                    |                                                    |                                                    |                                                    |                                                    |                                                    |  |  |                                                             |                                                             |                                                             |                                                             |                                                             |                                                             |  |  |                                                  |                                                  |                                                  |                                                  |                                                  |                                                  |  |  |                                                     |                                                     |                                                     |                                                     |                                                     |                                                     |                                               |                                               |                                               |                                               |                                            |                                            |                                            |                                            |  |  |                                                  |                                                  |                                                  |                                                  |                                                  |                                                  |  |  |  |  |  |  |  |  |  |  |  |  |  |  |  |  |  |  |  |  |
|                                                 |                                                 |                                                 |                                                 |                                                 |                                                 |                             |                             |                                               |                                               |                                               |                                               |                                               |                                               |  |  |                                                  |                                                  |                                                  |                                                  |                                                  |                                                  |  |  |                                              |                                              |                                              |                                              |                                              |                                              |  |  | Hiến Đế Thác Bạt Lân                               |                                                    |                                                    |                                                    |                                                    |                                                    |  |  |                                                             |                                                             |                                                             |                                                             |                                                             |                                                             |  |  |                                                  |                                                  |                                                  |                                                  |                                                  |                                                  |  |  |                                                     |                                                     |                                                     |                                                     |                                                     |                                                     |                                               |                                               |                                               |                                               |                                            |                                            |                                            |                                            |  |  |                                                  |                                                  |                                                  |                                                  |                                                  |                                                  |  |  |  |  |  |  |  |  |  |  |  |  |  |  |  |  |  |  |  |  |
|                                                 |                                                 |                                                 |                                                 |                                                 |                                                 |                             |                             |                                               |                                               |                                               |                                               |                                               |                                               |  |  |                                                  |                                                  |                                                  |                                                  |                                                  |                                                  |  |  |                                              |                                              |                                              |                                              |                                              |                                              |  |  |                                                    |                                                    |                                                    |                                                    |                                                    |                                                    |  |  |                                                             |                                                             |                                                             |                                                             |                                                             |                                                             |  |  |                                                  |                                                  |                                                  |                                                  |                                                  |                                                  |  |  |                                                     |                                                     |                                                     |                                                     |                                                     |                                                     |                                               |                                               |                                               |                                               |                                            |                                            |                                            |                                            |  |  |                                                  |                                                  |                                                  |                                                  |                                                  |                                                  |  |  |  |  |  |  |  |  |  |  |  |  |  |  |  |  |  |  |  |  |
|                                                 |                                                 |                                                 |                                                 |                                                 |                                                 |                             |                             |                                               |                                               |                                               |                                               |                                               |                                               |  |  |                                                  |                                                  |                                                  |                                                  |                                                  |                                                  |  |  |                                              |                                              |                                              |                                              |                                              |                                              |  |  | Thánh Vũ Đế Thác Bạt Cật Phần ?-220                |                                                    |                                                    |                                                    |                                                    |                                                    |  |  |                                                             |                                                             |                                                             |                                                             |                                                             |                                                             |  |  |                                                  |                                                  |                                                  |                                                  |                                                  |                                                  |  |  |                                                     |                                                     |                                                     |                                                     |                                                     |                                                     |                                               |                                               |                                               |                                               |                                            |                                            |                                            |                                            |  |  |                                                  |                                                  |                                                  |                                                  |                                                  |                                                  |  |  |  |  |  |  |  |  |  |  |  |  |  |  |  |  |  |  |  |  |
|                                                 |                                                 |                                                 |                                                 |                                                 |                                                 |                             |                             |                                               |                                               |                                               |                                               |                                               |                                               |  |  |                                                  |                                                  |                                                  |                                                  |                                                  |                                                  |  |  |                                              |                                              |                                              |                                              |                                              |                                              |  |  |                                                    |                                                    |                                                    |                                                    |                                                    |                                                    |  |  |                                                             |                                                             |                                                             |                                                             |                                                             |                                                             |  |  |                                                  |                                                  |                                                  |                                                  |                                                  |                                                  |  |  |                                                     |                                                     |                                                     |                                                     |                                                     |                                                     |                                               |                                               |                                               |                                               |                                            |                                            |                                            |                                            |  |  |                                                  |                                                  |                                                  |                                                  |                                                  |                                                  |  |  |  |  |  |  |  |  |  |  |  |  |  |  |  |  |  |  |  |  |
|                                                 |                                                 |                                                 |                                                 |                                                 |                                                 |                             |                             |                                               |                                               |                                               |                                               |                                               |                                               |  |  |                                                  |                                                  |                                                  |                                                  |                                                  |                                                  |  |  |                                              |                                              |                                              |                                              |                                              |                                              |  |  |                                                    |                                                    |                                                    |                                                    |                                                    |                                                    |  |  |                                                             |                                                             |                                                             |                                                             |                                                             |                                                             |  |  |                                                  |                                                  |                                                  |                                                  |                                                  |                                                  |  |  |                                                     |                                                     |                                                     |                                                     |                                                     |                                                     |                                               |                                               |                                               |                                               |                                            |                                            |                                            |                                            |  |  |                                                  |                                                  |                                                  |                                                  |                                                  |                                                  |  |  |  |  |  |  |  |  |  |  |  |  |  |  |  |  |  |  |  |  |
| Hà Tây Tiên Ti                                  | Hà Tây Tiên Ti                                  | Hà Tây Tiên Ti                                  | Hà Tây Tiên Ti                                  | Hà Tây Tiên Ti                                  | Hà Tây Tiên Ti                                  |                             |                             |                                               |                                               |                                               |                                               |                                               |                                               |  |  |                                                  |                                                  |                                                  |                                                  |                                                  |                                                  |  |  |                                              |                                              |                                              |                                              |                                              |                                              |  |  |                                                    |                                                    |                                                    |                                                    |                                                    |                                                    |  |  |                                                             |                                                             |                                                             |                                                             |                                                             |                                                             |  |  | Sách Đầu bộ Tiên Ti                              | Sách Đầu bộ Tiên Ti                              | Sách Đầu bộ Tiên Ti                              | Sách Đầu bộ Tiên Ti                              | Sách Đầu bộ Tiên Ti                              | Sách Đầu bộ Tiên Ti                              |  |  |                                                     |                                                     |                                                     |                                                     |                                                     |                                                     |                                               |                                               |                                               |                                               |                                            |                                            |                                            |                                            |  |  |                                                  |                                                  |                                                  |                                                  |                                                  |                                                  |  |  |  |  |  |  |  |  |  |  |  |  |  |  |  |  |  |  |  |  |
| Hà Tây Tiên Ti                                  | Hà Tây Tiên Ti                                  | Hà Tây Tiên Ti                                  | Hà Tây Tiên Ti                                  | Hà Tây Tiên Ti                                  | Hà Tây Tiên Ti                                  | Thốc Phát Thất Cô ?-210-231 | Thốc Phát Thất Cô ?-210-231 | Thốc Phát Thất Cô ?-210-231                   | Thốc Phát Thất Cô ?-210-231                   | Thốc Phát Thất Cô ?-210-231                   | Thốc Phát Thất Cô ?-210-231                   |                                               |                                               |  |  |                                                  |                                                  |                                                  |                                                  |                                                  |                                                  |  |  |                                              |                                              |                                              |                                              |                                              |                                              |  |  |                                                    |                                                    |                                                    |                                                    |                                                    |                                                    |  |  |                                                             |                                                             |                                                             |                                                             |                                                             |                                                             |  |  | Sách Đầu bộ Tiên Ti                              | Sách Đầu bộ Tiên Ti                              | Sách Đầu bộ Tiên Ti                              | Sách Đầu bộ Tiên Ti                              | Sách Đầu bộ Tiên Ti                              | Sách Đầu bộ Tiên Ti                              |  |  |                                                     |                                                     |                                                     |                                                     | (1)Thần Nguyên Đế Thác Bạt Lực Vi 174-220-277       | (1)Thần Nguyên Đế Thác Bạt Lực Vi 174-220-277       | (1)Thần Nguyên Đế Thác Bạt Lực Vi 174-220-277 | (1)Thần Nguyên Đế Thác Bạt Lực Vi 174-220-277 | (1)Thần Nguyên Đế Thác Bạt Lực Vi 174-220-277 | (1)Thần Nguyên Đế Thác Bạt Lực Vi 174-220-277 |                                            |                                            |                                            |                                            |  |  |                                                  |                                                  |                                                  |                                                  |                                                  |                                                  |  |  |  |  |  |  |  |  |  |  |  |  |  |  |  |  |  |  |  |  |
|                                                 |                                                 |                                                 |                                                 |                                                 |                                                 | Thốc Phát Thất Cô ?-210-231 | Thốc Phát Thất Cô ?-210-231 | Thốc Phát Thất Cô ?-210-231                   | Thốc Phát Thất Cô ?-210-231                   | Thốc Phát Thất Cô ?-210-231                   | Thốc Phát Thất Cô ?-210-231                   |                                               |                                               |  |  |                                                  |                                                  |                                                  |                                                  |                                                  |                                                  |  |  |                                              |                                              |                                              |                                              |                                              |                                              |  |  |                                                    |                                                    |                                                    |                                                    |                                                    |                                                    |  |  |                                                             |                                                             |                                                             |                                                             |                                                             |                                                             |  |  |                                                  |                                                  |                                                  |                                                  |                                                  |                                                  |  |  |                                                     |                                                     |                                                     |                                                     | (1)Thần Nguyên Đế Thác Bạt Lực Vi 174-220-277       | (1)Thần Nguyên Đế Thác Bạt Lực Vi 174-220-277       | (1)Thần Nguyên Đế Thác Bạt Lực Vi 174-220-277 | (1)Thần Nguyên Đế Thác Bạt Lực Vi 174-220-277 | (1)Thần Nguyên Đế Thác Bạt Lực Vi 174-220-277 | (1)Thần Nguyên Đế Thác Bạt Lực Vi 174-220-277 |                                            |                                            |                                            |                                            |  |  |                                                  |                                                  |                                                  |                                                  |                                                  |                                                  |  |  |  |  |  |  |  |  |  |  |  |  |  |  |  |  |  |  |  |  |
|                                                 |                                                 |                                                 |                                                 |                                                 |                                                 |                             |                             |                                               |                                               |                                               |                                               |                                               |                                               |  |  |                                                  |                                                  |                                                  |                                                  |                                                  |                                                  |  |  |                                              |                                              |                                              |                                              |                                              |                                              |  |  |                                                    |                                                    |                                                    |                                                    |                                                    |                                                    |  |  |                                                             |                                                             |                                                             |                                                             |                                                             |                                                             |  |  |                                                  |                                                  |                                                  |                                                  |                                                  |                                                  |  |  |                                                     |                                                     |                                                     |                                                     |                                                     |                                                     |                                               |                                               |                                               |                                               |                                            |                                            |                                            |                                            |  |  |                                                  |                                                  |                                                  |                                                  |                                                  |                                                  |  |  |  |  |  |  |  |  |  |  |  |  |  |  |  |  |  |  |  |  |
| Thốc Phát Thọ Điền ?-231-252                    | Thốc Phát Thọ Điền ?-231-252                    | Thốc Phát Thọ Điền ?-231-252                    | Thốc Phát Thọ Điền ?-231-252                    | Thốc Phát Thọ Điền ?-231-252                    | Thốc Phát Thọ Điền ?-231-252                    |                             |                             |                                               |                                               |                                               |                                               |                                               |                                               |  |  |                                                  |                                                  |                                                  |                                                  |                                                  |                                                  |  |  |                                              |                                              |                                              |                                              |                                              |                                              |  |  | Văn Đế Thác Bạt Sa Mạc Hãn ?-277 (truy phong)      | Văn Đế Thác Bạt Sa Mạc Hãn ?-277 (truy phong)      | Văn Đế Thác Bạt Sa Mạc Hãn ?-277 (truy phong)      | Văn Đế Thác Bạt Sa Mạc Hãn ?-277 (truy phong)      | Văn Đế Thác Bạt Sa Mạc Hãn ?-277 (truy phong)      | Văn Đế Thác Bạt Sa Mạc Hãn ?-277 (truy phong)      |  |  |                                                             |                                                             |                                                             |                                                             |                                                             |                                                             |  |  | (2)Chương Đế Thác Bạt Tất Lộc ?-277-286          | (2)Chương Đế Thác Bạt Tất Lộc ?-277-286          | (2)Chương Đế Thác Bạt Tất Lộc ?-277-286          | (2)Chương Đế Thác Bạt Tất Lộc ?-277-286          | (2)Chương Đế Thác Bạt Tất Lộc ?-277-286          | (2)Chương Đế Thác Bạt Tất Lộc ?-277-286          |  |  | (3)Bình Đế Thác Bạt Xước ?-286-293                  | (3)Bình Đế Thác Bạt Xước ?-286-293                  | (3)Bình Đế Thác Bạt Xước ?-286-293                  | (3)Bình Đế Thác Bạt Xước ?-286-293                  | (3)Bình Đế Thác Bạt Xước ?-286-293                  | (3)Bình Đế Thác Bạt Xước ?-286-293                  |                                               |                                               | (5)Chiêu Đế Thác Bạt Lộc Quan ?-294-307       | (5)Chiêu Đế Thác Bạt Lộc Quan ?-294-307       | (5)Chiêu Đế Thác Bạt Lộc Quan ?-294-307    | (5)Chiêu Đế Thác Bạt Lộc Quan ?-294-307    | (5)Chiêu Đế Thác Bạt Lộc Quan ?-294-307    | (5)Chiêu Đế Thác Bạt Lộc Quan ?-294-307    |  |  |                                                  |                                                  |                                                  |                                                  |                                                  |                                                  |  |  |  |  |  |  |  |  |  |  |  |  |  |  |  |  |  |  |  |  |
| Thốc Phát Thọ Điền ?-231-252                    | Thốc Phát Thọ Điền ?-231-252                    | Thốc Phát Thọ Điền ?-231-252                    | Thốc Phát Thọ Điền ?-231-252                    | Thốc Phát Thọ Điền ?-231-252                    | Thốc Phát Thọ Điền ?-231-252                    |                             |                             |                                               |                                               |                                               |                                               |                                               |                                               |  |  |                                                  |                                                  |                                                  |                                                  |                                                  |                                                  |  |  |                                              |                                              |                                              |                                              |                                              |                                              |  |  | Văn Đế Thác Bạt Sa Mạc Hãn ?-277 (truy phong)      | Văn Đế Thác Bạt Sa Mạc Hãn ?-277 (truy phong)      | Văn Đế Thác Bạt Sa Mạc Hãn ?-277 (truy phong)      | Văn Đế Thác Bạt Sa Mạc Hãn ?-277 (truy phong)      | Văn Đế Thác Bạt Sa Mạc Hãn ?-277 (truy phong)      | Văn Đế Thác Bạt Sa Mạc Hãn ?-277 (truy phong)      |  |  |                                                             |                                                             |                                                             |                                                             |                                                             |                                                             |  |  | (2)Chương Đế Thác Bạt Tất Lộc ?-277-286          | (2)Chương Đế Thác Bạt Tất Lộc ?-277-286          | (2)Chương Đế Thác Bạt Tất Lộc ?-277-286          | (2)Chương Đế Thác Bạt Tất Lộc ?-277-286          | (2)Chương Đế Thác Bạt Tất Lộc ?-277-286          | (2)Chương Đế Thác Bạt Tất Lộc ?-277-286          |  |  | (3)Bình Đế Thác Bạt Xước ?-286-293                  | (3)Bình Đế Thác Bạt Xước ?-286-293                  | (3)Bình Đế Thác Bạt Xước ?-286-293                  | (3)Bình Đế Thác Bạt Xước ?-286-293                  | (3)Bình Đế Thác Bạt Xước ?-286-293                  | (3)Bình Đế Thác Bạt Xước ?-286-293                  |                                               |                                               | (5)Chiêu Đế Thác Bạt Lộc Quan ?-294-307       | (5)Chiêu Đế Thác Bạt Lộc Quan ?-294-307       | (5)Chiêu Đế Thác Bạt Lộc Quan ?-294-307    | (5)Chiêu Đế Thác Bạt Lộc Quan ?-294-307    | (5)Chiêu Đế Thác Bạt Lộc Quan ?-294-307    | (5)Chiêu Đế Thác Bạt Lộc Quan ?-294-307    |  |  |                                                  |                                                  |                                                  |                                                  |                                                  |                                                  |  |  |  |  |  |  |  |  |  |  |  |  |  |  |  |  |  |  |  |  |
|                                                 |                                                 |                                                 |                                                 |                                                 |                                                 |                             |                             |                                               |                                               |                                               |                                               |                                               |                                               |  |  |                                                  |                                                  |                                                  |                                                  |                                                  |                                                  |  |  |                                              |                                              |                                              |                                              |                                              |                                              |  |  |                                                    |                                                    |                                                    |                                                    |                                                    |                                                    |  |  |                                                             |                                                             |                                                             |                                                             |                                                             |                                                             |  |  |                                                  |                                                  |                                                  |                                                  |                                                  |                                                  |  |  |                                                     |                                                     |                                                     |                                                     |                                                     |                                                     |                                               |                                               |                                               |                                               |                                            |                                            |                                            |                                            |  |  |                                                  |                                                  |                                                  |                                                  |                                                  |                                                  |  |  |  |  |  |  |  |  |  |  |  |  |  |  |  |  |  |  |  |  |
|                                                 |                                                 |                                                 |                                                 |                                                 |                                                 |                             |                             | ???                                           | ???                                           | ???                                           | ???                                           | ???                                           | ???                                           |  |  |                                                  |                                                  |                                                  |                                                  |                                                  |                                                  |  |  |                                              |                                              |                                              |                                              |                                              |                                              |  |  |                                                    |                                                    |                                                    |                                                    |                                                    |                                                    |  |  | Đại                                                         | Đại                                                         | Đại                                                         | Đại                                                         | Đại                                                         | Đại                                                         |  |  |                                                  |                                                  |                                                  |                                                  |                                                  |                                                  |  |  |                                                     |                                                     |                                                     |                                                     |                                                     |                                                     |                                               |                                               |                                               |                                               |                                            |                                            |                                            |                                            |  |  |                                                  |                                                  |                                                  |                                                  |                                                  |                                                  |  |  |  |  |  |  |  |  |  |  |  |  |  |  |  |  |  |  |  |  |
|                                                 |                                                 |                                                 |                                                 |                                                 |                                                 |                             |                             | ???                                           | ???                                           | ???                                           | ???                                           | ???                                           | ???                                           |  |  |                                                  |                                                  |                                                  |                                                  |                                                  |                                                  |  |  |                                              |                                              |                                              |                                              |                                              |                                              |  |  |                                                    |                                                    |                                                    |                                                    |                                                    |                                                    |  |  | Đại                                                         | Đại                                                         | Đại                                                         | Đại                                                         | Đại                                                         | Đại                                                         |  |  |                                                  |                                                  |                                                  |                                                  |                                                  |                                                  |  |  |                                                     |                                                     |                                                     |                                                     |                                                     |                                                     |                                               |                                               |                                               |                                               |                                            |                                            |                                            |                                            |  |  |                                                  |                                                  |                                                  |                                                  |                                                  |                                                  |  |  |  |  |  |  |  |  |  |  |  |  |  |  |  |  |  |  |  |  |
| □                                               | □                                               | □                                               | □                                               | □                                               | □                                               |                             |                             |                                               |                                               |                                               |                                               |                                               |                                               |  |  |                                                  |                                                  |                                                  |                                                  |                                                  |                                                  |  |  | (6)Hoàn Đế Thác Bạt Y Đà ?-295-305           | (6)Hoàn Đế Thác Bạt Y Đà ?-295-305           | (6)Hoàn Đế Thác Bạt Y Đà ?-295-305           | (6)Hoàn Đế Thác Bạt Y Đà ?-295-305           | (6)Hoàn Đế Thác Bạt Y Đà ?-295-305           | (6)Hoàn Đế Thác Bạt Y Đà ?-295-305           |  |  | (1)Mục Đế Thác Bạt Y Lư ?-295-307 307-315 315-316  | (1)Mục Đế Thác Bạt Y Lư ?-295-307 307-315 315-316  | (1)Mục Đế Thác Bạt Y Lư ?-295-307 307-315 315-316  | (1)Mục Đế Thác Bạt Y Lư ?-295-307 307-315 315-316  | (1)Mục Đế Thác Bạt Y Lư ?-295-307 307-315 315-316  | (1)Mục Đế Thác Bạt Y Lư ?-295-307 307-315 315-316  |  |  | (4)Tư Đế Thác Bạt Phất ?-293-294                            | (4)Tư Đế Thác Bạt Phất ?-293-294                            | (4)Tư Đế Thác Bạt Phất ?-293-294                            | (4)Tư Đế Thác Bạt Phất ?-293-294                            | (4)Tư Đế Thác Bạt Phất ?-293-294                            | (4)Tư Đế Thác Bạt Phất ?-293-294                            |  |  |                                                  |                                                  |                                                  |                                                  |                                                  |                                                  |  |  |                                                     |                                                     |                                                     |                                                     |                                                     |                                                     |                                               |                                               |                                               |                                               |                                            |                                            |                                            |                                            |  |  |                                                  |                                                  |                                                  |                                                  |                                                  |                                                  |  |  |  |  |  |  |  |  |  |  |  |  |  |  |  |  |  |  |  |  |
| □                                               | □                                               | □                                               | □                                               | □                                               | □                                               |                             |                             |                                               |                                               |                                               |                                               |                                               |                                               |  |  |                                                  |                                                  |                                                  |                                                  |                                                  |                                                  |  |  | (6)Hoàn Đế Thác Bạt Y Đà ?-295-305           | (6)Hoàn Đế Thác Bạt Y Đà ?-295-305           | (6)Hoàn Đế Thác Bạt Y Đà ?-295-305           | (6)Hoàn Đế Thác Bạt Y Đà ?-295-305           | (6)Hoàn Đế Thác Bạt Y Đà ?-295-305           | (6)Hoàn Đế Thác Bạt Y Đà ?-295-305           |  |  | (1)Mục Đế Thác Bạt Y Lư ?-295-307 307-315 315-316  | (1)Mục Đế Thác Bạt Y Lư ?-295-307 307-315 315-316  | (1)Mục Đế Thác Bạt Y Lư ?-295-307 307-315 315-316  | (1)Mục Đế Thác Bạt Y Lư ?-295-307 307-315 315-316  | (1)Mục Đế Thác Bạt Y Lư ?-295-307 307-315 315-316  | (1)Mục Đế Thác Bạt Y Lư ?-295-307 307-315 315-316  |  |  | (4)Tư Đế Thác Bạt Phất ?-293-294                            | (4)Tư Đế Thác Bạt Phất ?-293-294                            | (4)Tư Đế Thác Bạt Phất ?-293-294                            | (4)Tư Đế Thác Bạt Phất ?-293-294                            | (4)Tư Đế Thác Bạt Phất ?-293-294                            | (4)Tư Đế Thác Bạt Phất ?-293-294                            |  |  |                                                  |                                                  |                                                  |                                                  |                                                  |                                                  |  |  |                                                     |                                                     |                                                     |                                                     |                                                     |                                                     |                                               |                                               |                                               |                                               |                                            |                                            |                                            |                                            |  |  |                                                  |                                                  |                                                  |                                                  |                                                  |                                                  |  |  |  |  |  |  |  |  |  |  |  |  |  |  |  |  |  |  |  |  |
|                                                 |                                                 |                                                 |                                                 |                                                 |                                                 |                             |                             |                                               |                                               |                                               |                                               |                                               |                                               |  |  |                                                  |                                                  |                                                  |                                                  |                                                  |                                                  |  |  |                                              |                                              |                                              |                                              |                                              |                                              |  |  |                                                    |                                                    |                                                    |                                                    |                                                    |                                                    |  |  |                                                             |                                                             |                                                             |                                                             |                                                             |                                                             |  |  |                                                  |                                                  |                                                  |                                                  |                                                  |                                                  |  |  |                                                     |                                                     |                                                     |                                                     |                                                     |                                                     |                                               |                                               |                                               |                                               |                                            |                                            |                                            |                                            |  |  |                                                  |                                                  |                                                  |                                                  |                                                  |                                                  |  |  |  |  |  |  |  |  |  |  |  |  |  |  |  |  |  |  |  |  |
| Thốc Phát Thụ Cơ Năng ?-252-279                 | Thốc Phát Thụ Cơ Năng ?-252-279                 | Thốc Phát Thụ Cơ Năng ?-252-279                 | Thốc Phát Thụ Cơ Năng ?-252-279                 | Thốc Phát Thụ Cơ Năng ?-252-279                 | Thốc Phát Thụ Cơ Năng ?-252-279                 |                             |                             | Thốc Phát Vụ Hoàn ?-279-?                     | Thốc Phát Vụ Hoàn ?-279-?                     | Thốc Phát Vụ Hoàn ?-279-?                     | Thốc Phát Vụ Hoàn ?-279-?                     | Thốc Phát Vụ Hoàn ?-279-?                     | Thốc Phát Vụ Hoàn ?-279-?                     |  |  | (2)Thác Bạt Phổ Căn ?-(305-)316                  | (2)Thác Bạt Phổ Căn ?-(305-)316                  | (2)Thác Bạt Phổ Căn ?-(305-)316                  | (2)Thác Bạt Phổ Căn ?-(305-)316                  | (2)Thác Bạt Phổ Căn ?-(305-)316                  | (2)Thác Bạt Phổ Căn ?-(305-)316                  |  |  | (5)Huệ Đế Thác Bạt Hạ Nhục ?-321-325         | (5)Huệ Đế Thác Bạt Hạ Nhục ?-321-325         | (5)Huệ Đế Thác Bạt Hạ Nhục ?-321-325         | (5)Huệ Đế Thác Bạt Hạ Nhục ?-321-325         | (5)Huệ Đế Thác Bạt Hạ Nhục ?-321-325         | (5)Huệ Đế Thác Bạt Hạ Nhục ?-321-325         |  |  | (6)Dương Đế Thác Bạt Hột Na ?-325-329 335-337-?    | (6)Dương Đế Thác Bạt Hột Na ?-325-329 335-337-?    | (6)Dương Đế Thác Bạt Hột Na ?-325-329 335-337-?    | (6)Dương Đế Thác Bạt Hột Na ?-325-329 335-337-?    | (6)Dương Đế Thác Bạt Hột Na ?-325-329 335-337-?    | (6)Dương Đế Thác Bạt Hột Na ?-325-329 335-337-?    |  |  | (4)Bình Văn Đế Thác Bạt Úc Luật ?-316-321                   | (4)Bình Văn Đế Thác Bạt Úc Luật ?-316-321                   | (4)Bình Văn Đế Thác Bạt Úc Luật ?-316-321                   | (4)Bình Văn Đế Thác Bạt Úc Luật ?-316-321                   | (4)Bình Văn Đế Thác Bạt Úc Luật ?-316-321                   | (4)Bình Văn Đế Thác Bạt Úc Luật ?-316-321                   |  |  |                                                  |                                                  |                                                  |                                                  |                                                  |                                                  |  |  |                                                     |                                                     |                                                     |                                                     |                                                     |                                                     |                                               |                                               |                                               |                                               |                                            |                                            |                                            |                                            |  |  |                                                  |                                                  |                                                  |                                                  |                                                  |                                                  |  |  |  |  |  |  |  |  |  |  |  |  |  |  |  |  |  |  |  |  |
| Thốc Phát Thụ Cơ Năng ?-252-279                 | Thốc Phát Thụ Cơ Năng ?-252-279                 | Thốc Phát Thụ Cơ Năng ?-252-279                 | Thốc Phát Thụ Cơ Năng ?-252-279                 | Thốc Phát Thụ Cơ Năng ?-252-279                 | Thốc Phát Thụ Cơ Năng ?-252-279                 |                             |                             | Thốc Phát Vụ Hoàn ?-279-?                     | Thốc Phát Vụ Hoàn ?-279-?                     | Thốc Phát Vụ Hoàn ?-279-?                     | Thốc Phát Vụ Hoàn ?-279-?                     | Thốc Phát Vụ Hoàn ?-279-?                     | Thốc Phát Vụ Hoàn ?-279-?                     |  |  | (2)Thác Bạt Phổ Căn ?-(305-)316                  | (2)Thác Bạt Phổ Căn ?-(305-)316                  | (2)Thác Bạt Phổ Căn ?-(305-)316                  | (2)Thác Bạt Phổ Căn ?-(305-)316                  | (2)Thác Bạt Phổ Căn ?-(305-)316                  | (2)Thác Bạt Phổ Căn ?-(305-)316                  |  |  | (5)Huệ Đế Thác Bạt Hạ Nhục ?-321-325         | (5)Huệ Đế Thác Bạt Hạ Nhục ?-321-325         | (5)Huệ Đế Thác Bạt Hạ Nhục ?-321-325         | (5)Huệ Đế Thác Bạt Hạ Nhục ?-321-325         | (5)Huệ Đế Thác Bạt Hạ Nhục ?-321-325         | (5)Huệ Đế Thác Bạt Hạ Nhục ?-321-325         |  |  | (6)Dương Đế Thác Bạt Hột Na ?-325-329 335-337-?    | (6)Dương Đế Thác Bạt Hột Na ?-325-329 335-337-?    | (6)Dương Đế Thác Bạt Hột Na ?-325-329 335-337-?    | (6)Dương Đế Thác Bạt Hột Na ?-325-329 335-337-?    | (6)Dương Đế Thác Bạt Hột Na ?-325-329 335-337-?    | (6)Dương Đế Thác Bạt Hột Na ?-325-329 335-337-?    |  |  | (4)Bình Văn Đế Thác Bạt Úc Luật ?-316-321                   | (4)Bình Văn Đế Thác Bạt Úc Luật ?-316-321                   | (4)Bình Văn Đế Thác Bạt Úc Luật ?-316-321                   | (4)Bình Văn Đế Thác Bạt Úc Luật ?-316-321                   | (4)Bình Văn Đế Thác Bạt Úc Luật ?-316-321                   | (4)Bình Văn Đế Thác Bạt Úc Luật ?-316-321                   |  |  |                                                  |                                                  |                                                  |                                                  |                                                  |                                                  |  |  |                                                     |                                                     |                                                     |                                                     |                                                     |                                                     |                                               |                                               |                                               |                                               |                                            |                                            |                                            |                                            |  |  |                                                  |                                                  |                                                  |                                                  |                                                  |                                                  |  |  |  |  |  |  |  |  |  |  |  |  |  |  |  |  |  |  |  |  |
|                                                 |                                                 |                                                 |                                                 |                                                 |                                                 |                             |                             |                                               |                                               |                                               |                                               |                                               |                                               |  |  |                                                  |                                                  |                                                  |                                                  |                                                  |                                                  |  |  |                                              |                                              |                                              |                                              |                                              |                                              |  |  |                                                    |                                                    |                                                    |                                                    |                                                    |                                                    |  |  |                                                             |                                                             |                                                             |                                                             |                                                             |                                                             |  |  |                                                  |                                                  |                                                  |                                                  |                                                  |                                                  |  |  |                                                     |                                                     |                                                     |                                                     |                                                     |                                                     |                                               |                                               |                                               |                                               |                                            |                                            |                                            |                                            |  |  |                                                  |                                                  |                                                  |                                                  |                                                  |                                                  |  |  |  |  |  |  |  |  |  |  |  |  |  |  |  |  |  |  |  |  |
|                                                 |                                                 |                                                 |                                                 |                                                 |                                                 |                             |                             | □                                             | □                                             | □                                             | □                                             | □                                             | □                                             |  |  | (3)Thác Bạt Phổ Căn nhi tử 316                   | (3)Thác Bạt Phổ Căn nhi tử 316                   | (3)Thác Bạt Phổ Căn nhi tử 316                   | (3)Thác Bạt Phổ Căn nhi tử 316                   | (3)Thác Bạt Phổ Căn nhi tử 316                   | (3)Thác Bạt Phổ Căn nhi tử 316                   |  |  |                                              |                                              |                                              |                                              |                                              |                                              |  |  | (7)Liệt Đế Thác Bạt Ế Hòe ?-329-335 337-338        | (7)Liệt Đế Thác Bạt Ế Hòe ?-329-335 337-338        | (7)Liệt Đế Thác Bạt Ế Hòe ?-329-335 337-338        | (7)Liệt Đế Thác Bạt Ế Hòe ?-329-335 337-338        | (7)Liệt Đế Thác Bạt Ế Hòe ?-329-335 337-338        | (7)Liệt Đế Thác Bạt Ế Hòe ?-329-335 337-338        |  |  | (8)Chiêu Thành Đế Thác Bạt Thập Dực Kiền 318-338-376        | (8)Chiêu Thành Đế Thác Bạt Thập Dực Kiền 318-338-376        | (8)Chiêu Thành Đế Thác Bạt Thập Dực Kiền 318-338-376        | (8)Chiêu Thành Đế Thác Bạt Thập Dực Kiền 318-338-376        | (8)Chiêu Thành Đế Thác Bạt Thập Dực Kiền 318-338-376        | (8)Chiêu Thành Đế Thác Bạt Thập Dực Kiền 318-338-376        |  |  | Cao Lương vương Thác Bạt Cô                      | Cao Lương vương Thác Bạt Cô                      | Cao Lương vương Thác Bạt Cô                      | Cao Lương vương Thác Bạt Cô                      | Cao Lương vương Thác Bạt Cô                      | Cao Lương vương Thác Bạt Cô                      |  |  |                                                     |                                                     |                                                     |                                                     |                                                     |                                                     |                                               |                                               |                                               |                                               |                                            |                                            |                                            |                                            |  |  |                                                  |                                                  |                                                  |                                                  |                                                  |                                                  |  |  |  |  |  |  |  |  |  |  |  |  |  |  |  |  |  |  |  |  |
|                                                 |                                                 |                                                 |                                                 |                                                 |                                                 |                             |                             | □                                             | □                                             | □                                             | □                                             | □                                             | □                                             |  |  | (3)Thác Bạt Phổ Căn nhi tử 316                   | (3)Thác Bạt Phổ Căn nhi tử 316                   | (3)Thác Bạt Phổ Căn nhi tử 316                   | (3)Thác Bạt Phổ Căn nhi tử 316                   | (3)Thác Bạt Phổ Căn nhi tử 316                   | (3)Thác Bạt Phổ Căn nhi tử 316                   |  |  |                                              |                                              |                                              |                                              |                                              |                                              |  |  | (7)Liệt Đế Thác Bạt Ế Hòe ?-329-335 337-338        | (7)Liệt Đế Thác Bạt Ế Hòe ?-329-335 337-338        | (7)Liệt Đế Thác Bạt Ế Hòe ?-329-335 337-338        | (7)Liệt Đế Thác Bạt Ế Hòe ?-329-335 337-338        | (7)Liệt Đế Thác Bạt Ế Hòe ?-329-335 337-338        | (7)Liệt Đế Thác Bạt Ế Hòe ?-329-335 337-338        |  |  | (8)Chiêu Thành Đế Thác Bạt Thập Dực Kiền 318-338-376        | (8)Chiêu Thành Đế Thác Bạt Thập Dực Kiền 318-338-376        | (8)Chiêu Thành Đế Thác Bạt Thập Dực Kiền 318-338-376        | (8)Chiêu Thành Đế Thác Bạt Thập Dực Kiền 318-338-376        | (8)Chiêu Thành Đế Thác Bạt Thập Dực Kiền 318-338-376        | (8)Chiêu Thành Đế Thác Bạt Thập Dực Kiền 318-338-376        |  |  | Cao Lương vương Thác Bạt Cô                      | Cao Lương vương Thác Bạt Cô                      | Cao Lương vương Thác Bạt Cô                      | Cao Lương vương Thác Bạt Cô                      | Cao Lương vương Thác Bạt Cô                      | Cao Lương vương Thác Bạt Cô                      |  |  |                                                     |                                                     |                                                     |                                                     |                                                     |                                                     |                                               |                                               |                                               |                                               |                                            |                                            |                                            |                                            |  |  |                                                  |                                                  |                                                  |                                                  |                                                  |                                                  |  |  |  |  |  |  |  |  |  |  |  |  |  |  |  |  |  |  |  |  |
|                                                 |                                                 |                                                 |                                                 |                                                 |                                                 |                             |                             | Thốc Phát Thôi Cân ?-?-365                    | Thốc Phát Thôi Cân ?-?-365                    | Thốc Phát Thôi Cân ?-?-365                    | Thốc Phát Thôi Cân ?-?-365                    | Thốc Phát Thôi Cân ?-?-365                    | Thốc Phát Thôi Cân ?-?-365                    |  |  |                                                  |                                                  |                                                  |                                                  |                                                  |                                                  |  |  |                                              |                                              |                                              |                                              |                                              |                                              |  |  |                                                    |                                                    |                                                    |                                                    |                                                    |                                                    |  |  | Hiến Minh Đế Thác Bạt Thật ?-371                            | Hiến Minh Đế Thác Bạt Thật ?-371                            | Hiến Minh Đế Thác Bạt Thật ?-371                            | Hiến Minh Đế Thác Bạt Thật ?-371                            | Hiến Minh Đế Thác Bạt Thật ?-371                            | Hiến Minh Đế Thác Bạt Thật ?-371                            |  |  |                                                  |                                                  |                                                  |                                                  |                                                  |                                                  |  |  |                                                     |                                                     |                                                     |                                                     |                                                     |                                                     |                                               |                                               |                                               |                                               |                                            |                                            |                                            |                                            |  |  |                                                  |                                                  |                                                  |                                                  |                                                  |                                                  |  |  |  |  |  |  |  |  |  |  |  |  |  |  |  |  |  |  |  |  |
|                                                 |                                                 |                                                 |                                                 |                                                 |                                                 |                             |                             | Thốc Phát Thôi Cân ?-?-365                    | Thốc Phát Thôi Cân ?-?-365                    | Thốc Phát Thôi Cân ?-?-365                    | Thốc Phát Thôi Cân ?-?-365                    | Thốc Phát Thôi Cân ?-?-365                    | Thốc Phát Thôi Cân ?-?-365                    |  |  |                                                  |                                                  |                                                  |                                                  |                                                  |                                                  |  |  |                                              |                                              |                                              |                                              |                                              |                                              |  |  |                                                    |                                                    |                                                    |                                                    |                                                    |                                                    |  |  | Hiến Minh Đế Thác Bạt Thật ?-371                            | Hiến Minh Đế Thác Bạt Thật ?-371                            | Hiến Minh Đế Thác Bạt Thật ?-371                            | Hiến Minh Đế Thác Bạt Thật ?-371                            | Hiến Minh Đế Thác Bạt Thật ?-371                            | Hiến Minh Đế Thác Bạt Thật ?-371                            |  |  |                                                  |                                                  |                                                  |                                                  |                                                  |                                                  |  |  |                                                     |                                                     |                                                     |                                                     |                                                     |                                                     |                                               |                                               |                                               |                                               |                                            |                                            |                                            |                                            |  |  |                                                  |                                                  |                                                  |                                                  |                                                  |                                                  |  |  |  |  |  |  |  |  |  |  |  |  |  |  |  |  |  |  |  |  |
|                                                 |                                                 |                                                 |                                                 |                                                 |                                                 |                             |                             |                                               |                                               |                                               |                                               |                                               |                                               |  |  |                                                  |                                                  |                                                  |                                                  |                                                  |                                                  |  |  |                                              |                                              |                                              |                                              |                                              |                                              |  |  |                                                    |                                                    |                                                    |                                                    |                                                    |                                                    |  |  | Bắc Ngụy                                                    |                                                             |                                                             |                                                             |                                                             |                                                             |  |  |                                                  |                                                  |                                                  |                                                  |                                                  |                                                  |  |  |                                                     |                                                     |                                                     |                                                     |                                                     |                                                     |                                               |                                               |                                               |                                               |                                            |                                            |                                            |                                            |  |  |                                                  |                                                  |                                                  |                                                  |                                                  |                                                  |  |  |  |  |  |  |  |  |  |  |  |  |  |  |  |  |  |  |  |  |
|                                                 |                                                 |                                                 |                                                 |                                                 |                                                 |                             |                             | Thốc Phát Tư Phục Kiện ?-365-?                | Thốc Phát Tư Phục Kiện ?-365-?                | Thốc Phát Tư Phục Kiện ?-365-?                | Thốc Phát Tư Phục Kiện ?-365-?                | Thốc Phát Tư Phục Kiện ?-365-?                | Thốc Phát Tư Phục Kiện ?-365-?                |  |  |                                                  |                                                  |                                                  |                                                  |                                                  |                                                  |  |  |                                              |                                              |                                              |                                              |                                              |                                              |  |  |                                                    |                                                    |                                                    |                                                    |                                                    |                                                    |  |  | (1)Bắc Ngụy Đạo Vũ Đế Thác Bạt Khuê 371-386 386-398 398-409 | (1)Bắc Ngụy Đạo Vũ Đế Thác Bạt Khuê 371-386 386-398 398-409 | (1)Bắc Ngụy Đạo Vũ Đế Thác Bạt Khuê 371-386 386-398 398-409 | (1)Bắc Ngụy Đạo Vũ Đế Thác Bạt Khuê 371-386 386-398 398-409 | (1)Bắc Ngụy Đạo Vũ Đế Thác Bạt Khuê 371-386 386-398 398-409 | (1)Bắc Ngụy Đạo Vũ Đế Thác Bạt Khuê 371-386 386-398 398-409 |  |  |                                                  |                                                  |                                                  |                                                  |                                                  |                                                  |  |  |                                                     |                                                     |                                                     |                                                     |                                                     |                                                     |                                               |                                               |                                               |                                               |                                            |                                            |                                            |                                            |  |  |                                                  |                                                  |                                                  |                                                  |                                                  |                                                  |  |  |  |  |  |  |  |  |  |  |  |  |  |  |  |  |  |  |  |  |
|                                                 |                                                 |                                                 |                                                 |                                                 |                                                 |                             |                             | Thốc Phát Tư Phục Kiện ?-365-?                | Thốc Phát Tư Phục Kiện ?-365-?                | Thốc Phát Tư Phục Kiện ?-365-?                | Thốc Phát Tư Phục Kiện ?-365-?                | Thốc Phát Tư Phục Kiện ?-365-?                | Thốc Phát Tư Phục Kiện ?-365-?                |  |  |                                                  |                                                  |                                                  |                                                  |                                                  |                                                  |  |  |                                              |                                              |                                              |                                              |                                              |                                              |  |  |                                                    |                                                    |                                                    |                                                    |                                                    |                                                    |  |  | (1)Bắc Ngụy Đạo Vũ Đế Thác Bạt Khuê 371-386 386-398 398-409 | (1)Bắc Ngụy Đạo Vũ Đế Thác Bạt Khuê 371-386 386-398 398-409 | (1)Bắc Ngụy Đạo Vũ Đế Thác Bạt Khuê 371-386 386-398 398-409 | (1)Bắc Ngụy Đạo Vũ Đế Thác Bạt Khuê 371-386 386-398 398-409 | (1)Bắc Ngụy Đạo Vũ Đế Thác Bạt Khuê 371-386 386-398 398-409 | (1)Bắc Ngụy Đạo Vũ Đế Thác Bạt Khuê 371-386 386-398 398-409 |  |  |                                                  |                                                  |                                                  |                                                  |                                                  |                                                  |  |  |                                                     |                                                     |                                                     |                                                     |                                                     |                                                     |                                               |                                               |                                               |                                               |                                            |                                            |                                            |                                            |  |  |                                                  |                                                  |                                                  |                                                  |                                                  |                                                  |  |  |  |  |  |  |  |  |  |  |  |  |  |  |  |  |  |  |  |  |
|                                                 |                                                 |                                                 |                                                 |                                                 |                                                 |                             |                             |                                               |                                               |                                               |                                               |                                               |                                               |  |  |                                                  |                                                  |                                                  |                                                  |                                                  |                                                  |  |  |                                              |                                              |                                              |                                              |                                              |                                              |  |  |                                                    |                                                    |                                                    |                                                    |                                                    |                                                    |  |  |                                                             |                                                             |                                                             |                                                             |                                                             |                                                             |  |  |                                                  |                                                  |                                                  |                                                  |                                                  |                                                  |  |  |                                                     |                                                     |                                                     |                                                     |                                                     |                                                     |                                               |                                               |                                               |                                               |                                            |                                            |                                            |                                            |  |  |                                                  |                                                  |                                                  |                                                  |                                                  |                                                  |  |  |  |  |  |  |  |  |  |  |  |  |  |  |  |  |  |  |  |  |
| Nam Lương                                       |                                                 |                                                 |                                                 |                                                 |                                                 |                             |                             |                                               |                                               |                                               |                                               |                                               |                                               |  |  |                                                  |                                                  |                                                  |                                                  |                                                  |                                                  |  |  |                                              |                                              |                                              |                                              |                                              |                                              |  |  |                                                    |                                                    |                                                    |                                                    |                                                    |                                                    |  |  |                                                             |                                                             |                                                             |                                                             |                                                             |                                                             |  |  |                                                  |                                                  |                                                  |                                                  |                                                  |                                                  |  |  |                                                     |                                                     |                                                     |                                                     |                                                     |                                                     |                                               |                                               |                                               |                                               |                                            |                                            |                                            |                                            |  |  |                                                  |                                                  |                                                  |                                                  |                                                  |                                                  |  |  |  |  |  |  |  |  |  |  |  |  |  |  |  |  |  |  |  |  |
| (1)Vũ Vương Thốc Phát Ô Cô ?-?-397 397-399      | (1)Vũ Vương Thốc Phát Ô Cô ?-?-397 397-399      | (1)Vũ Vương Thốc Phát Ô Cô ?-?-397 397-399      | (1)Vũ Vương Thốc Phát Ô Cô ?-?-397 397-399      | (1)Vũ Vương Thốc Phát Ô Cô ?-?-397 397-399      | (1)Vũ Vương Thốc Phát Ô Cô ?-?-397 397-399      |                             |                             | (2)Khang Vương Thốc Phát Lợi Lộc Cô ?-399-402 | (2)Khang Vương Thốc Phát Lợi Lộc Cô ?-399-402 | (2)Khang Vương Thốc Phát Lợi Lộc Cô ?-399-402 | (2)Khang Vương Thốc Phát Lợi Lộc Cô ?-399-402 | (2)Khang Vương Thốc Phát Lợi Lộc Cô ?-399-402 | (2)Khang Vương Thốc Phát Lợi Lộc Cô ?-399-402 |  |  | (3)Cảnh Vương Thốc Phát Nục Đàn ?-402-414-415    | (3)Cảnh Vương Thốc Phát Nục Đàn ?-402-414-415    | (3)Cảnh Vương Thốc Phát Nục Đàn ?-402-414-415    | (3)Cảnh Vương Thốc Phát Nục Đàn ?-402-414-415    | (3)Cảnh Vương Thốc Phát Nục Đàn ?-402-414-415    | (3)Cảnh Vương Thốc Phát Nục Đàn ?-402-414-415    |  |  |                                              |                                              |                                              |                                              |                                              |                                              |  |  |                                                    |                                                    |                                                    |                                                    |                                                    |                                                    |  |  | (2)Bắc Ngụy Minh Nguyên Đế Thác Bạt Tự 392-409-423          | (2)Bắc Ngụy Minh Nguyên Đế Thác Bạt Tự 392-409-423          | (2)Bắc Ngụy Minh Nguyên Đế Thác Bạt Tự 392-409-423          | (2)Bắc Ngụy Minh Nguyên Đế Thác Bạt Tự 392-409-423          | (2)Bắc Ngụy Minh Nguyên Đế Thác Bạt Tự 392-409-423          | (2)Bắc Ngụy Minh Nguyên Đế Thác Bạt Tự 392-409-423          |  |  |                                                  |                                                  |                                                  |                                                  |                                                  |                                                  |  |  |                                                     |                                                     |                                                     |                                                     |                                                     |                                                     |                                               |                                               |                                               |                                               |                                            |                                            |                                            |                                            |  |  |                                                  |                                                  |                                                  |                                                  |                                                  |                                                  |  |  |  |  |  |  |  |  |  |  |  |  |  |  |  |  |  |  |  |  |
| (1)Vũ Vương Thốc Phát Ô Cô ?-?-397 397-399      | (1)Vũ Vương Thốc Phát Ô Cô ?-?-397 397-399      | (1)Vũ Vương Thốc Phát Ô Cô ?-?-397 397-399      | (1)Vũ Vương Thốc Phát Ô Cô ?-?-397 397-399      | (1)Vũ Vương Thốc Phát Ô Cô ?-?-397 397-399      | (1)Vũ Vương Thốc Phát Ô Cô ?-?-397 397-399      |                             |                             | (2)Khang Vương Thốc Phát Lợi Lộc Cô ?-399-402 | (2)Khang Vương Thốc Phát Lợi Lộc Cô ?-399-402 | (2)Khang Vương Thốc Phát Lợi Lộc Cô ?-399-402 | (2)Khang Vương Thốc Phát Lợi Lộc Cô ?-399-402 | (2)Khang Vương Thốc Phát Lợi Lộc Cô ?-399-402 | (2)Khang Vương Thốc Phát Lợi Lộc Cô ?-399-402 |  |  | (3)Cảnh Vương Thốc Phát Nục Đàn ?-402-414-415    | (3)Cảnh Vương Thốc Phát Nục Đàn ?-402-414-415    | (3)Cảnh Vương Thốc Phát Nục Đàn ?-402-414-415    | (3)Cảnh Vương Thốc Phát Nục Đàn ?-402-414-415    | (3)Cảnh Vương Thốc Phát Nục Đàn ?-402-414-415    | (3)Cảnh Vương Thốc Phát Nục Đàn ?-402-414-415    |  |  |                                              |                                              |                                              |                                              |                                              |                                              |  |  |                                                    |                                                    |                                                    |                                                    |                                                    |                                                    |  |  | (2)Bắc Ngụy Minh Nguyên Đế Thác Bạt Tự 392-409-423          | (2)Bắc Ngụy Minh Nguyên Đế Thác Bạt Tự 392-409-423          | (2)Bắc Ngụy Minh Nguyên Đế Thác Bạt Tự 392-409-423          | (2)Bắc Ngụy Minh Nguyên Đế Thác Bạt Tự 392-409-423          | (2)Bắc Ngụy Minh Nguyên Đế Thác Bạt Tự 392-409-423          | (2)Bắc Ngụy Minh Nguyên Đế Thác Bạt Tự 392-409-423          |  |  |                                                  |                                                  |                                                  |                                                  |                                                  |                                                  |  |  |                                                     |                                                     |                                                     |                                                     |                                                     |                                                     |                                               |                                               |                                               |                                               |                                            |                                            |                                            |                                            |  |  |                                                  |                                                  |                                                  |                                                  |                                                  |                                                  |  |  |  |  |  |  |  |  |  |  |  |  |  |  |  |  |  |  |  |  |
|                                                 |                                                 |                                                 |                                                 |                                                 |                                                 |                             |                             |                                               |                                               |                                               |                                               |                                               |                                               |  |  |                                                  |                                                  |                                                  |                                                  |                                                  |                                                  |  |  |                                              |                                              |                                              |                                              |                                              |                                              |  |  |                                                    |                                                    |                                                    |                                                    |                                                    |                                                    |  |  | (3)Bắc Ngụy Thái Vũ Đế Thác Bạt Đảo 408-423-452             |                                                             |                                                             |                                                             |                                                             |                                                             |  |  |                                                  |                                                  |                                                  |                                                  |                                                  |                                                  |  |  |                                                     |                                                     |                                                     |                                                     |                                                     |                                                     |                                               |                                               |                                               |                                               |                                            |                                            |                                            |                                            |  |  |                                                  |                                                  |                                                  |                                                  |                                                  |                                                  |  |  |  |  |  |  |  |  |  |  |  |  |  |  |  |  |  |  |  |  |
|                                                 |                                                 |                                                 |                                                 |                                                 |                                                 |                             |                             |                                               |                                               |                                               |                                               |                                               |                                               |  |  |                                                  |                                                  |                                                  |                                                  |                                                  |                                                  |  |  |                                              |                                              |                                              |                                              |                                              |                                              |  |  |                                                    |                                                    |                                                    |                                                    |                                                    |                                                    |  |  |                                                             |                                                             |                                                             |                                                             |                                                             |                                                             |  |  |                                                  |                                                  |                                                  |                                                  |                                                  |                                                  |  |  |                                                     |                                                     |                                                     |                                                     |                                                     |                                                     |                                               |                                               |                                               |                                               |                                            |                                            |                                            |                                            |  |  |                                                  |                                                  |                                                  |                                                  |                                                  |                                                  |  |  |  |  |  |  |  |  |  |  |  |  |  |  |  |  |  |  |  |  |
|                                                 |                                                 |                                                 |                                                 |                                                 |                                                 |                             |                             |                                               |                                               |                                               |                                               |                                               |                                               |  |  |                                                  |                                                  |                                                  |                                                  |                                                  |                                                  |  |  |                                              |                                              |                                              |                                              |                                              |                                              |  |  |                                                    |                                                    |                                                    |                                                    |                                                    |                                                    |  |  |                                                             |                                                             |                                                             |                                                             |                                                             |                                                             |  |  |                                                  |                                                  |                                                  |                                                  |                                                  |                                                  |  |  |                                                     |                                                     |                                                     |                                                     |                                                     |                                                     |                                               |                                               |                                               |                                               |                                            |                                            |                                            |                                            |  |  |                                                  |                                                  |                                                  |                                                  |                                                  |                                                  |  |  |  |  |  |  |  |  |  |  |  |  |  |  |  |  |  |  |  |  |
|                                                 |                                                 |                                                 |                                                 |                                                 |                                                 |                             |                             |                                               |                                               |                                               |                                               |                                               |                                               |  |  |                                                  |                                                  |                                                  |                                                  |                                                  |                                                  |  |  |                                              |                                              |                                              |                                              |                                              |                                              |  |  | Cảnh Mục Đế Thác Bạt Hoảng 428-451                 | Cảnh Mục Đế Thác Bạt Hoảng 428-451                 | Cảnh Mục Đế Thác Bạt Hoảng 428-451                 | Cảnh Mục Đế Thác Bạt Hoảng 428-451                 | Cảnh Mục Đế Thác Bạt Hoảng 428-451                 | Cảnh Mục Đế Thác Bạt Hoảng 428-451                 |  |  |                                                             |                                                             |                                                             |                                                             |                                                             |                                                             |  |  | (4)Nam An Ẩn vương Thác Bạc Dư ?-452             | (4)Nam An Ẩn vương Thác Bạc Dư ?-452             | (4)Nam An Ẩn vương Thác Bạc Dư ?-452             | (4)Nam An Ẩn vương Thác Bạc Dư ?-452             | (4)Nam An Ẩn vương Thác Bạc Dư ?-452             | (4)Nam An Ẩn vương Thác Bạc Dư ?-452             |  |  |                                                     |                                                     |                                                     |                                                     |                                                     |                                                     |                                               |                                               |                                               |                                               |                                            |                                            |                                            |                                            |  |  |                                                  |                                                  |                                                  |                                                  |                                                  |                                                  |  |  |  |  |  |  |  |  |  |  |  |  |  |  |  |  |  |  |  |  |
|                                                 |                                                 |                                                 |                                                 |                                                 |                                                 |                             |                             |                                               |                                               |                                               |                                               |                                               |                                               |  |  |                                                  |                                                  |                                                  |                                                  |                                                  |                                                  |  |  |                                              |                                              |                                              |                                              |                                              |                                              |  |  | Cảnh Mục Đế Thác Bạt Hoảng 428-451                 | Cảnh Mục Đế Thác Bạt Hoảng 428-451                 | Cảnh Mục Đế Thác Bạt Hoảng 428-451                 | Cảnh Mục Đế Thác Bạt Hoảng 428-451                 | Cảnh Mục Đế Thác Bạt Hoảng 428-451                 | Cảnh Mục Đế Thác Bạt Hoảng 428-451                 |  |  |                                                             |                                                             |                                                             |                                                             |                                                             |                                                             |  |  | (4)Nam An Ẩn vương Thác Bạc Dư ?-452             | (4)Nam An Ẩn vương Thác Bạc Dư ?-452             | (4)Nam An Ẩn vương Thác Bạc Dư ?-452             | (4)Nam An Ẩn vương Thác Bạc Dư ?-452             | (4)Nam An Ẩn vương Thác Bạc Dư ?-452             | (4)Nam An Ẩn vương Thác Bạc Dư ?-452             |  |  |                                                     |                                                     |                                                     |                                                     |                                                     |                                                     |                                               |                                               |                                               |                                               |                                            |                                            |                                            |                                            |  |  |                                                  |                                                  |                                                  |                                                  |                                                  |                                                  |  |  |  |  |  |  |  |  |  |  |  |  |  |  |  |  |  |  |  |  |
|                                                 |                                                 |                                                 |                                                 |                                                 |                                                 |                             |                             |                                               |                                               |                                               |                                               |                                               |                                               |  |  |                                                  |                                                  |                                                  |                                                  |                                                  |                                                  |  |  |                                              |                                              |                                              |                                              |                                              |                                              |  |  |                                                    |                                                    |                                                    |                                                    |                                                    |                                                    |  |  |                                                             |                                                             |                                                             |                                                             |                                                             |                                                             |  |  |                                                  |                                                  |                                                  |                                                  |                                                  |                                                  |  |  |                                                     |                                                     |                                                     |                                                     |                                                     |                                                     |                                               |                                               |                                               |                                               |                                            |                                            |                                            |                                            |  |  |                                                  |                                                  |                                                  |                                                  |                                                  |                                                  |  |  |  |  |  |  |  |  |  |  |  |  |  |  |  |  |  |  |  |  |
|                                                 |                                                 |                                                 |                                                 |                                                 |                                                 |                             |                             |                                               |                                               |                                               |                                               |                                               |                                               |  |  |                                                  |                                                  |                                                  |                                                  |                                                  |                                                  |  |  |                                              |                                              |                                              |                                              |                                              |                                              |  |  | (5)Bắc Ngụy Văn Thành Đế Thác Bạt Tuấn 440-452-465 | (5)Bắc Ngụy Văn Thành Đế Thác Bạt Tuấn 440-452-465 | (5)Bắc Ngụy Văn Thành Đế Thác Bạt Tuấn 440-452-465 | (5)Bắc Ngụy Văn Thành Đế Thác Bạt Tuấn 440-452-465 | (5)Bắc Ngụy Văn Thành Đế Thác Bạt Tuấn 440-452-465 | (5)Bắc Ngụy Văn Thành Đế Thác Bạt Tuấn 440-452-465 |  |  |                                                             |                                                             |                                                             |                                                             |                                                             |                                                             |  |  |                                                  |                                                  |                                                  |                                                  |                                                  |                                                  |  |  |                                                     |                                                     |                                                     |                                                     |                                                     |                                                     |                                               |                                               | Nam An Huệ vương Thác Bạt Trinh ?-496         | Nam An Huệ vương Thác Bạt Trinh ?-496         | Nam An Huệ vương Thác Bạt Trinh ?-496      | Nam An Huệ vương Thác Bạt Trinh ?-496      | Nam An Huệ vương Thác Bạt Trinh ?-496      | Nam An Huệ vương Thác Bạt Trinh ?-496      |  |  | Chương Vũ Kính vương Thác Bạt Thái Lạc ?-468     | Chương Vũ Kính vương Thác Bạt Thái Lạc ?-468     | Chương Vũ Kính vương Thác Bạt Thái Lạc ?-468     | Chương Vũ Kính vương Thác Bạt Thái Lạc ?-468     | Chương Vũ Kính vương Thác Bạt Thái Lạc ?-468     | Chương Vũ Kính vương Thác Bạt Thái Lạc ?-468     |  |  |  |  |  |  |  |  |  |  |  |  |  |  |  |  |  |  |  |  |
|                                                 |                                                 |                                                 |                                                 |                                                 |                                                 |                             |                             |                                               |                                               |                                               |                                               |                                               |                                               |  |  |                                                  |                                                  |                                                  |                                                  |                                                  |                                                  |  |  |                                              |                                              |                                              |                                              |                                              |                                              |  |  | (5)Bắc Ngụy Văn Thành Đế Thác Bạt Tuấn 440-452-465 | (5)Bắc Ngụy Văn Thành Đế Thác Bạt Tuấn 440-452-465 | (5)Bắc Ngụy Văn Thành Đế Thác Bạt Tuấn 440-452-465 | (5)Bắc Ngụy Văn Thành Đế Thác Bạt Tuấn 440-452-465 | (5)Bắc Ngụy Văn Thành Đế Thác Bạt Tuấn 440-452-465 | (5)Bắc Ngụy Văn Thành Đế Thác Bạt Tuấn 440-452-465 |  |  |                                                             |                                                             |                                                             |                                                             |                                                             |                                                             |  |  |                                                  |                                                  |                                                  |                                                  |                                                  |                                                  |  |  |                                                     |                                                     |                                                     |                                                     |                                                     |                                                     |                                               |                                               | Nam An Huệ vương Thác Bạt Trinh ?-496         | Nam An Huệ vương Thác Bạt Trinh ?-496         | Nam An Huệ vương Thác Bạt Trinh ?-496      | Nam An Huệ vương Thác Bạt Trinh ?-496      | Nam An Huệ vương Thác Bạt Trinh ?-496      | Nam An Huệ vương Thác Bạt Trinh ?-496      |  |  | Chương Vũ Kính vương Thác Bạt Thái Lạc ?-468     | Chương Vũ Kính vương Thác Bạt Thái Lạc ?-468     | Chương Vũ Kính vương Thác Bạt Thái Lạc ?-468     | Chương Vũ Kính vương Thác Bạt Thái Lạc ?-468     | Chương Vũ Kính vương Thác Bạt Thái Lạc ?-468     | Chương Vũ Kính vương Thác Bạt Thái Lạc ?-468     |  |  |  |  |  |  |  |  |  |  |  |  |  |  |  |  |  |  |  |  |
|                                                 |                                                 |                                                 |                                                 |                                                 |                                                 |                             |                             |                                               |                                               |                                               |                                               |                                               |                                               |  |  |                                                  |                                                  |                                                  |                                                  |                                                  |                                                  |  |  |                                              |                                              |                                              |                                              |                                              |                                              |  |  |                                                    |                                                    |                                                    |                                                    |                                                    |                                                    |  |  |                                                             |                                                             |                                                             |                                                             |                                                             |                                                             |  |  |                                                  |                                                  |                                                  |                                                  |                                                  |                                                  |  |  |                                                     |                                                     |                                                     |                                                     |                                                     |                                                     |                                               |                                               |                                               |                                               |                                            |                                            |                                            |                                            |  |  |                                                  |                                                  |                                                  |                                                  |                                                  |                                                  |  |  |  |  |  |  |  |  |  |  |  |  |  |  |  |  |  |  |  |  |
|                                                 |                                                 |                                                 |                                                 |                                                 |                                                 |                             |                             |                                               |                                               |                                               |                                               |                                               |                                               |  |  |                                                  |                                                  |                                                  |                                                  |                                                  |                                                  |  |  |                                              |                                              |                                              |                                              |                                              |                                              |  |  |                                                    |                                                    |                                                    |                                                    |                                                    |                                                    |  |  |                                                             |                                                             |                                                             |                                                             |                                                             |                                                             |  |  |                                                  |                                                  |                                                  |                                                  |                                                  |                                                  |  |  |                                                     |                                                     |                                                     |                                                     |                                                     |                                                     |                                               |                                               |                                               |                                               |                                            |                                            |                                            |                                            |  |  |                                                  |                                                  |                                                  |                                                  |                                                  |                                                  |  |  |  |  |  |  |  |  |  |  |  |  |  |  |  |  |  |  |  |  |
|                                                 |                                                 |                                                 |                                                 |                                                 |                                                 |                             |                             |                                               |                                               |                                               |                                               |                                               |                                               |  |  |                                                  |                                                  |                                                  |                                                  |                                                  |                                                  |  |  |                                              |                                              |                                              |                                              |                                              |                                              |  |  |                                                    |                                                    |                                                    |                                                    |                                                    |                                                    |  |  |                                                             |                                                             |                                                             |                                                             |                                                             |                                                             |  |  |                                                  |                                                  |                                                  |                                                  |                                                  |                                                  |  |  |                                                     |                                                     |                                                     |                                                     |                                                     |                                                     |                                               |                                               |                                               |                                               |                                            |                                            |                                            |                                            |  |  |                                                  |                                                  |                                                  |                                                  |                                                  |                                                  |  |  |  |  |  |  |  |  |  |  |  |  |  |  |  |  |  |  |  |  |
|                                                 |                                                 |                                                 |                                                 |                                                 |                                                 |                             |                             |                                               |                                               |                                               |                                               |                                               |                                               |  |  |                                                  |                                                  |                                                  |                                                  |                                                  |                                                  |  |  |                                              |                                              |                                              |                                              |                                              |                                              |  |  | (6)Bắc Ngụy Hiến Văn Đế Thác Bạt Hoằng 454-465-476 | (6)Bắc Ngụy Hiến Văn Đế Thác Bạt Hoằng 454-465-476 | (6)Bắc Ngụy Hiến Văn Đế Thác Bạt Hoằng 454-465-476 | (6)Bắc Ngụy Hiến Văn Đế Thác Bạt Hoằng 454-465-476 | (6)Bắc Ngụy Hiến Văn Đế Thác Bạt Hoằng 454-465-476 | (6)Bắc Ngụy Hiến Văn Đế Thác Bạt Hoằng 454-465-476 |  |  |                                                             |                                                             |                                                             |                                                             |                                                             |                                                             |  |  |                                                  |                                                  |                                                  |                                                  |                                                  |                                                  |  |  | Trung Sơn Hiến Vũ vương Nguyên Anh ?-510            | Trung Sơn Hiến Vũ vương Nguyên Anh ?-510            | Trung Sơn Hiến Vũ vương Nguyên Anh ?-510            | Trung Sơn Hiến Vũ vương Nguyên Anh ?-510            | Trung Sơn Hiến Vũ vương Nguyên Anh ?-510            | Trung Sơn Hiến Vũ vương Nguyên Anh ?-510            |                                               |                                               | Chương Vũ vương Nguyên Bân 464-499            | Chương Vũ vương Nguyên Bân 464-499            | Chương Vũ vương Nguyên Bân 464-499         | Chương Vũ vương Nguyên Bân 464-499         | Chương Vũ vương Nguyên Bân 464-499         | Chương Vũ vương Nguyên Bân 464-499         |  |  | Phù Phong vương Nguyên Di ?-?                    | Phù Phong vương Nguyên Di ?-?                    | Phù Phong vương Nguyên Di ?-?                    | Phù Phong vương Nguyên Di ?-?                    | Phù Phong vương Nguyên Di ?-?                    | Phù Phong vương Nguyên Di ?-?                    |  |  |  |  |  |  |  |  |  |  |  |  |  |  |  |  |  |  |  |  |
|                                                 |                                                 |                                                 |                                                 |                                                 |                                                 |                             |                             |                                               |                                               |                                               |                                               |                                               |                                               |  |  |                                                  |                                                  |                                                  |                                                  |                                                  |                                                  |  |  |                                              |                                              |                                              |                                              |                                              |                                              |  |  | (6)Bắc Ngụy Hiến Văn Đế Thác Bạt Hoằng 454-465-476 | (6)Bắc Ngụy Hiến Văn Đế Thác Bạt Hoằng 454-465-476 | (6)Bắc Ngụy Hiến Văn Đế Thác Bạt Hoằng 454-465-476 | (6)Bắc Ngụy Hiến Văn Đế Thác Bạt Hoằng 454-465-476 | (6)Bắc Ngụy Hiến Văn Đế Thác Bạt Hoằng 454-465-476 | (6)Bắc Ngụy Hiến Văn Đế Thác Bạt Hoằng 454-465-476 |  |  |                                                             |                                                             |                                                             |                                                             |                                                             |                                                             |  |  |                                                  |                                                  |                                                  |                                                  |                                                  |                                                  |  |  | Trung Sơn Hiến Vũ vương Nguyên Anh ?-510            | Trung Sơn Hiến Vũ vương Nguyên Anh ?-510            | Trung Sơn Hiến Vũ vương Nguyên Anh ?-510            | Trung Sơn Hiến Vũ vương Nguyên Anh ?-510            | Trung Sơn Hiến Vũ vương Nguyên Anh ?-510            | Trung Sơn Hiến Vũ vương Nguyên Anh ?-510            |                                               |                                               | Chương Vũ vương Nguyên Bân 464-499            | Chương Vũ vương Nguyên Bân 464-499            | Chương Vũ vương Nguyên Bân 464-499         | Chương Vũ vương Nguyên Bân 464-499         | Chương Vũ vương Nguyên Bân 464-499         | Chương Vũ vương Nguyên Bân 464-499         |  |  | Phù Phong vương Nguyên Di ?-?                    | Phù Phong vương Nguyên Di ?-?                    | Phù Phong vương Nguyên Di ?-?                    | Phù Phong vương Nguyên Di ?-?                    | Phù Phong vương Nguyên Di ?-?                    | Phù Phong vương Nguyên Di ?-?                    |  |  |  |  |  |  |  |  |  |  |  |  |  |  |  |  |  |  |  |  |
|                                                 |                                                 |                                                 |                                                 |                                                 |                                                 |                             |                             |                                               |                                               |                                               |                                               |                                               |                                               |  |  |                                                  |                                                  |                                                  |                                                  |                                                  |                                                  |  |  |                                              |                                              |                                              |                                              |                                              |                                              |  |  |                                                    |                                                    |                                                    |                                                    |                                                    |                                                    |  |  |                                                             |                                                             |                                                             |                                                             |                                                             |                                                             |  |  |                                                  |                                                  |                                                  |                                                  |                                                  |                                                  |  |  |                                                     |                                                     |                                                     |                                                     |                                                     |                                                     |                                               |                                               |                                               |                                               |                                            |                                            |                                            |                                            |  |  |                                                  |                                                  |                                                  |                                                  |                                                  |                                                  |  |  |  |  |  |  |  |  |  |  |  |  |  |  |  |  |  |  |  |  |
|                                                 |                                                 |                                                 |                                                 |                                                 |                                                 |                             |                             |                                               |                                               |                                               |                                               |                                               |                                               |  |  | (7)Bắc Ngụy Hiếu Văn Đế Nguyên Hoành 467-471-499 | (7)Bắc Ngụy Hiếu Văn Đế Nguyên Hoành 467-471-499 | (7)Bắc Ngụy Hiếu Văn Đế Nguyên Hoành 467-471-499 | (7)Bắc Ngụy Hiếu Văn Đế Nguyên Hoành 467-471-499 | (7)Bắc Ngụy Hiếu Văn Đế Nguyên Hoành 467-471-499 | (7)Bắc Ngụy Hiếu Văn Đế Nguyên Hoành 467-471-499 |  |  |                                              |                                              |                                              |                                              |                                              |                                              |  |  |                                                    |                                                    |                                                    |                                                    |                                                    |                                                    |  |  |                                                             |                                                             |                                                             |                                                             |                                                             |                                                             |  |  | Tiên Đế Nguyên Vũ 471-501                        | Tiên Đế Nguyên Vũ 471-501                        | Tiên Đế Nguyên Vũ 471-501                        | Tiên Đế Nguyên Vũ 471-501                        | Tiên Đế Nguyên Vũ 471-501                        | Tiên Đế Nguyên Vũ 471-501                        |  |  | Văn Mục Đế Nguyên Hiệp 473-508                      | Văn Mục Đế Nguyên Hiệp 473-508                      | Văn Mục Đế Nguyên Hiệp 473-508                      | Văn Mục Đế Nguyên Hiệp 473-508                      | Văn Mục Đế Nguyên Hiệp 473-508                      | Văn Mục Đế Nguyên Hiệp 473-508                      |                                               |                                               | Chương Vũ Trang Vũ vương Nguyên Dung ?-526    | Chương Vũ Trang Vũ vương Nguyên Dung ?-526    | Chương Vũ Trang Vũ vương Nguyên Dung ?-526 | Chương Vũ Trang Vũ vương Nguyên Dung ?-526 | Chương Vũ Trang Vũ vương Nguyên Dung ?-526 | Chương Vũ Trang Vũ vương Nguyên Dung ?-526 |  |  | (12)Trường Quảng vương Nguyên Diệp ?-530-531-532 | (12)Trường Quảng vương Nguyên Diệp ?-530-531-532 | (12)Trường Quảng vương Nguyên Diệp ?-530-531-532 | (12)Trường Quảng vương Nguyên Diệp ?-530-531-532 | (12)Trường Quảng vương Nguyên Diệp ?-530-531-532 | (12)Trường Quảng vương Nguyên Diệp ?-530-531-532 |  |  |  |  |  |  |  |  |  |  |  |  |  |  |  |  |  |  |  |  |
|                                                 |                                                 |                                                 |                                                 |                                                 |                                                 |                             |                             |                                               |                                               |                                               |                                               |                                               |                                               |  |  | (7)Bắc Ngụy Hiếu Văn Đế Nguyên Hoành 467-471-499 | (7)Bắc Ngụy Hiếu Văn Đế Nguyên Hoành 467-471-499 | (7)Bắc Ngụy Hiếu Văn Đế Nguyên Hoành 467-471-499 | (7)Bắc Ngụy Hiếu Văn Đế Nguyên Hoành 467-471-499 | (7)Bắc Ngụy Hiếu Văn Đế Nguyên Hoành 467-471-499 | (7)Bắc Ngụy Hiếu Văn Đế Nguyên Hoành 467-471-499 |  |  |                                              |                                              |                                              |                                              |                                              |                                              |  |  |                                                    |                                                    |                                                    |                                                    |                                                    |                                                    |  |  |                                                             |                                                             |                                                             |                                                             |                                                             |                                                             |  |  | Tiên Đế Nguyên Vũ 471-501                        | Tiên Đế Nguyên Vũ 471-501                        | Tiên Đế Nguyên Vũ 471-501                        | Tiên Đế Nguyên Vũ 471-501                        | Tiên Đế Nguyên Vũ 471-501                        | Tiên Đế Nguyên Vũ 471-501                        |  |  | Văn Mục Đế Nguyên Hiệp 473-508                      | Văn Mục Đế Nguyên Hiệp 473-508                      | Văn Mục Đế Nguyên Hiệp 473-508                      | Văn Mục Đế Nguyên Hiệp 473-508                      | Văn Mục Đế Nguyên Hiệp 473-508                      | Văn Mục Đế Nguyên Hiệp 473-508                      |                                               |                                               | Chương Vũ Trang Vũ vương Nguyên Dung ?-526    | Chương Vũ Trang Vũ vương Nguyên Dung ?-526    | Chương Vũ Trang Vũ vương Nguyên Dung ?-526 | Chương Vũ Trang Vũ vương Nguyên Dung ?-526 | Chương Vũ Trang Vũ vương Nguyên Dung ?-526 | Chương Vũ Trang Vũ vương Nguyên Dung ?-526 |  |  | (12)Trường Quảng vương Nguyên Diệp ?-530-531-532 | (12)Trường Quảng vương Nguyên Diệp ?-530-531-532 | (12)Trường Quảng vương Nguyên Diệp ?-530-531-532 | (12)Trường Quảng vương Nguyên Diệp ?-530-531-532 | (12)Trường Quảng vương Nguyên Diệp ?-530-531-532 | (12)Trường Quảng vương Nguyên Diệp ?-530-531-532 |  |  |  |  |  |  |  |  |  |  |  |  |  |  |  |  |  |  |  |  |
|                                                 |                                                 |                                                 |                                                 |                                                 |                                                 |                             |                             |                                               |                                               |                                               |                                               |                                               |                                               |  |  |                                                  |                                                  |                                                  |                                                  |                                                  |                                                  |  |  |                                              |                                              |                                              |                                              |                                              |                                              |  |  |                                                    |                                                    |                                                    |                                                    |                                                    |                                                    |  |  |                                                             |                                                             |                                                             |                                                             |                                                             |                                                             |  |  |                                                  |                                                  |                                                  |                                                  |                                                  |                                                  |  |  |                                                     |                                                     |                                                     |                                                     |                                                     |                                                     |                                               |                                               |                                               |                                               |                                            |                                            |                                            |                                            |  |  |                                                  |                                                  |                                                  |                                                  |                                                  |                                                  |  |  |  |  |  |  |  |  |  |  |  |  |  |  |  |  |  |  |  |  |
| (8)Bắc Ngụy Tuyên Vũ Đế Nguyên Khác 483-499-515 | (8)Bắc Ngụy Tuyên Vũ Đế Nguyên Khác 483-499-515 | (8)Bắc Ngụy Tuyên Vũ Đế Nguyên Khác 483-499-515 | (8)Bắc Ngụy Tuyên Vũ Đế Nguyên Khác 483-499-515 | (8)Bắc Ngụy Tuyên Vũ Đế Nguyên Khác 483-499-515 | (8)Bắc Ngụy Tuyên Vũ Đế Nguyên Khác 483-499-515 |                             |                             | Vũ Mục Đế Nguyên Hoài 488-517                 | Vũ Mục Đế Nguyên Hoài 488-517                 | Vũ Mục Đế Nguyên Hoài 488-517                 | Vũ Mục Đế Nguyên Hoài 488-517                 | Vũ Mục Đế Nguyên Hoài 488-517                 | Vũ Mục Đế Nguyên Hoài 488-517                 |  |  | Văn Cảnh Đế Nguyên Du 488-508                    | Văn Cảnh Đế Nguyên Du 488-508                    | Văn Cảnh Đế Nguyên Du 488-508                    | Văn Cảnh Đế Nguyên Du 488-508                    | Văn Cảnh Đế Nguyên Du 488-508                    | Văn Cảnh Đế Nguyên Du 488-508                    |  |  |                                              |                                              |                                              |                                              |                                              |                                              |  |  |                                                    |                                                    |                                                    |                                                    |                                                    |                                                    |  |  | Thanh Hà Văn Hiến vương Nguyên Dịch 487-520                 | Thanh Hà Văn Hiến vương Nguyên Dịch 487-520                 | Thanh Hà Văn Hiến vương Nguyên Dịch 487-520                 | Thanh Hà Văn Hiến vương Nguyên Dịch 487-520                 | Thanh Hà Văn Hiến vương Nguyên Dịch 487-520                 | Thanh Hà Văn Hiến vương Nguyên Dịch 487-520                 |  |  | (13)Bắc Ngụy Tiết Mẫn Đế Nguyên Cung 498-531-532 | (13)Bắc Ngụy Tiết Mẫn Đế Nguyên Cung 498-531-532 | (13)Bắc Ngụy Tiết Mẫn Đế Nguyên Cung 498-531-532 | (13)Bắc Ngụy Tiết Mẫn Đế Nguyên Cung 498-531-532 | (13)Bắc Ngụy Tiết Mẫn Đế Nguyên Cung 498-531-532 | (13)Bắc Ngụy Tiết Mẫn Đế Nguyên Cung 498-531-532 |  |  | (11)Bắc Ngụy Hiếu Trang Đế Nguyên Tử Du 507-528-530 | (11)Bắc Ngụy Hiếu Trang Đế Nguyên Tử Du 507-528-530 | (11)Bắc Ngụy Hiếu Trang Đế Nguyên Tử Du 507-528-530 | (11)Bắc Ngụy Hiếu Trang Đế Nguyên Tử Du 507-528-530 | (11)Bắc Ngụy Hiếu Trang Đế Nguyên Tử Du 507-528-530 | (11)Bắc Ngụy Hiếu Trang Đế Nguyên Tử Du 507-528-530 |                                               |                                               | (14)An Định vương Nguyên Lãng 513-531-532     | (14)An Định vương Nguyên Lãng 513-531-532     | (14)An Định vương Nguyên Lãng 513-531-532  | (14)An Định vương Nguyên Lãng 513-531-532  | (14)An Định vương Nguyên Lãng 513-531-532  | (14)An Định vương Nguyên Lãng 513-531-532  |  |  |                                                  |                                                  |                                                  |                                                  |                                                  |                                                  |  |  |  |  |  |  |  |  |  |  |  |  |  |  |  |  |  |  |  |  |
| (8)Bắc Ngụy Tuyên Vũ Đế Nguyên Khác 483-499-515 | (8)Bắc Ngụy Tuyên Vũ Đế Nguyên Khác 483-499-515 | (8)Bắc Ngụy Tuyên Vũ Đế Nguyên Khác 483-499-515 | (8)Bắc Ngụy Tuyên Vũ Đế Nguyên Khác 483-499-515 | (8)Bắc Ngụy Tuyên Vũ Đế Nguyên Khác 483-499-515 | (8)Bắc Ngụy Tuyên Vũ Đế Nguyên Khác 483-499-515 |                             |                             | Vũ Mục Đế Nguyên Hoài 488-517                 | Vũ Mục Đế Nguyên Hoài 488-517                 | Vũ Mục Đế Nguyên Hoài 488-517                 | Vũ Mục Đế Nguyên Hoài 488-517                 | Vũ Mục Đế Nguyên Hoài 488-517                 | Vũ Mục Đế Nguyên Hoài 488-517                 |  |  | Văn Cảnh Đế Nguyên Du 488-508                    | Văn Cảnh Đế Nguyên Du 488-508                    | Văn Cảnh Đế Nguyên Du 488-508                    | Văn Cảnh Đế Nguyên Du 488-508                    | Văn Cảnh Đế Nguyên Du 488-508                    | Văn Cảnh Đế Nguyên Du 488-508                    |  |  |                                              |                                              |                                              |                                              |                                              |                                              |  |  |                                                    |                                                    |                                                    |                                                    |                                                    |                                                    |  |  | Thanh Hà Văn Hiến vương Nguyên Dịch 487-520                 | Thanh Hà Văn Hiến vương Nguyên Dịch 487-520                 | Thanh Hà Văn Hiến vương Nguyên Dịch 487-520                 | Thanh Hà Văn Hiến vương Nguyên Dịch 487-520                 | Thanh Hà Văn Hiến vương Nguyên Dịch 487-520                 | Thanh Hà Văn Hiến vương Nguyên Dịch 487-520                 |  |  | (13)Bắc Ngụy Tiết Mẫn Đế Nguyên Cung 498-531-532 | (13)Bắc Ngụy Tiết Mẫn Đế Nguyên Cung 498-531-532 | (13)Bắc Ngụy Tiết Mẫn Đế Nguyên Cung 498-531-532 | (13)Bắc Ngụy Tiết Mẫn Đế Nguyên Cung 498-531-532 | (13)Bắc Ngụy Tiết Mẫn Đế Nguyên Cung 498-531-532 | (13)Bắc Ngụy Tiết Mẫn Đế Nguyên Cung 498-531-532 |  |  | (11)Bắc Ngụy Hiếu Trang Đế Nguyên Tử Du 507-528-530 | (11)Bắc Ngụy Hiếu Trang Đế Nguyên Tử Du 507-528-530 | (11)Bắc Ngụy Hiếu Trang Đế Nguyên Tử Du 507-528-530 | (11)Bắc Ngụy Hiếu Trang Đế Nguyên Tử Du 507-528-530 | (11)Bắc Ngụy Hiếu Trang Đế Nguyên Tử Du 507-528-530 | (11)Bắc Ngụy Hiếu Trang Đế Nguyên Tử Du 507-528-530 |                                               |                                               | (14)An Định vương Nguyên Lãng 513-531-532     | (14)An Định vương Nguyên Lãng 513-531-532     | (14)An Định vương Nguyên Lãng 513-531-532  | (14)An Định vương Nguyên Lãng 513-531-532  | (14)An Định vương Nguyên Lãng 513-531-532  | (14)An Định vương Nguyên Lãng 513-531-532  |  |  |                                                  |                                                  |                                                  |                                                  |                                                  |                                                  |  |  |  |  |  |  |  |  |  |  |  |  |  |  |  |  |  |  |  |  |
|                                                 |                                                 |                                                 |                                                 |                                                 |                                                 |                             |                             |                                               |                                               |                                               |                                               |                                               |                                               |  |  |                                                  |                                                  |                                                  |                                                  |                                                  |                                                  |  |  |                                              |                                              |                                              |                                              |                                              |                                              |  |  |                                                    |                                                    |                                                    |                                                    |                                                    |                                                    |  |  |                                                             |                                                             |                                                             |                                                             |                                                             |                                                             |  |  |                                                  |                                                  |                                                  |                                                  |                                                  |                                                  |  |  |                                                     |                                                     |                                                     |                                                     |                                                     |                                                     |                                               |                                               |                                               |                                               |                                            |                                            |                                            |                                            |  |  |                                                  |                                                  |                                                  |                                                  |                                                  |                                                  |  |  |  |  |  |  |  |  |  |  |  |  |  |  |  |  |  |  |  |  |
|                                                 |                                                 |                                                 |                                                 |                                                 |                                                 |                             |                             |                                               |                                               |                                               |                                               |                                               |                                               |  |  |                                                  |                                                  |                                                  |                                                  |                                                  |                                                  |  |  | Tây Ngụy                                     |                                              |                                              |                                              |                                              |                                              |  |  |                                                    |                                                    |                                                    |                                                    |                                                    |                                                    |  |  |                                                             |                                                             |                                                             |                                                             |                                                             |                                                             |  |  |                                                  |                                                  |                                                  |                                                  |                                                  |                                                  |  |  |                                                     |                                                     |                                                     |                                                     |                                                     |                                                     |                                               |                                               |                                               |                                               |                                            |                                            |                                            |                                            |  |  |                                                  |                                                  |                                                  |                                                  |                                                  |                                                  |  |  |  |  |  |  |  |  |  |  |  |  |  |  |  |  |  |  |  |  |
| (9)Bắc Ngụy Hiếu Minh Đế Nguyên Hủ 510-515-528  | (9)Bắc Ngụy Hiếu Minh Đế Nguyên Hủ 510-515-528  | (9)Bắc Ngụy Hiếu Minh Đế Nguyên Hủ 510-515-528  | (9)Bắc Ngụy Hiếu Minh Đế Nguyên Hủ 510-515-528  | (9)Bắc Ngụy Hiếu Minh Đế Nguyên Hủ 510-515-528  | (9)Bắc Ngụy Hiếu Minh Đế Nguyên Hủ 510-515-528  |                             |                             | (15)Bắc Ngụy Hiếu Vũ Đế Nguyên Tu 510-532-534 | (15)Bắc Ngụy Hiếu Vũ Đế Nguyên Tu 510-532-534 | (15)Bắc Ngụy Hiếu Vũ Đế Nguyên Tu 510-532-534 | (15)Bắc Ngụy Hiếu Vũ Đế Nguyên Tu 510-532-534 | (15)Bắc Ngụy Hiếu Vũ Đế Nguyên Tu 510-532-534 | (15)Bắc Ngụy Hiếu Vũ Đế Nguyên Tu 510-532-534 |  |  | Lâm Thao vương Nguyên Bảo Huy ?-?                | Lâm Thao vương Nguyên Bảo Huy ?-?                | Lâm Thao vương Nguyên Bảo Huy ?-?                | Lâm Thao vương Nguyên Bảo Huy ?-?                | Lâm Thao vương Nguyên Bảo Huy ?-?                | Lâm Thao vương Nguyên Bảo Huy ?-?                |  |  | (1)Tây Ngụy Văn Đế Nguyên Bảo Cự 507-535-551 | (1)Tây Ngụy Văn Đế Nguyên Bảo Cự 507-535-551 | (1)Tây Ngụy Văn Đế Nguyên Bảo Cự 507-535-551 | (1)Tây Ngụy Văn Đế Nguyên Bảo Cự 507-535-551 | (1)Tây Ngụy Văn Đế Nguyên Bảo Cự 507-535-551 | (1)Tây Ngụy Văn Đế Nguyên Bảo Cự 507-535-551 |  |  |                                                    |                                                    |                                                    |                                                    |                                                    |                                                    |  |  | Thanh Hà Văn Tuyên vương Nguyên Đản ?-537                   | Thanh Hà Văn Tuyên vương Nguyên Đản ?-537                   | Thanh Hà Văn Tuyên vương Nguyên Đản ?-537                   | Thanh Hà Văn Tuyên vương Nguyên Đản ?-537                   | Thanh Hà Văn Tuyên vương Nguyên Đản ?-537                   | Thanh Hà Văn Tuyên vương Nguyên Đản ?-537                   |  |  |                                                  |                                                  |                                                  |                                                  |                                                  |                                                  |  |  |                                                     |                                                     |                                                     |                                                     |                                                     |                                                     |                                               |                                               |                                               |                                               |                                            |                                            |                                            |                                            |  |  |                                                  |                                                  |                                                  |                                                  |                                                  |                                                  |  |  |  |  |  |  |  |  |  |  |  |  |  |  |  |  |  |  |  |  |
| (9)Bắc Ngụy Hiếu Minh Đế Nguyên Hủ 510-515-528  | (9)Bắc Ngụy Hiếu Minh Đế Nguyên Hủ 510-515-528  | (9)Bắc Ngụy Hiếu Minh Đế Nguyên Hủ 510-515-528  | (9)Bắc Ngụy Hiếu Minh Đế Nguyên Hủ 510-515-528  | (9)Bắc Ngụy Hiếu Minh Đế Nguyên Hủ 510-515-528  | (9)Bắc Ngụy Hiếu Minh Đế Nguyên Hủ 510-515-528  |                             |                             | (15)Bắc Ngụy Hiếu Vũ Đế Nguyên Tu 510-532-534 | (15)Bắc Ngụy Hiếu Vũ Đế Nguyên Tu 510-532-534 | (15)Bắc Ngụy Hiếu Vũ Đế Nguyên Tu 510-532-534 | (15)Bắc Ngụy Hiếu Vũ Đế Nguyên Tu 510-532-534 | (15)Bắc Ngụy Hiếu Vũ Đế Nguyên Tu 510-532-534 | (15)Bắc Ngụy Hiếu Vũ Đế Nguyên Tu 510-532-534 |  |  | Lâm Thao vương Nguyên Bảo Huy ?-?                | Lâm Thao vương Nguyên Bảo Huy ?-?                | Lâm Thao vương Nguyên Bảo Huy ?-?                | Lâm Thao vương Nguyên Bảo Huy ?-?                | Lâm Thao vương Nguyên Bảo Huy ?-?                | Lâm Thao vương Nguyên Bảo Huy ?-?                |  |  | (1)Tây Ngụy Văn Đế Nguyên Bảo Cự 507-535-551 | (1)Tây Ngụy Văn Đế Nguyên Bảo Cự 507-535-551 | (1)Tây Ngụy Văn Đế Nguyên Bảo Cự 507-535-551 | (1)Tây Ngụy Văn Đế Nguyên Bảo Cự 507-535-551 | (1)Tây Ngụy Văn Đế Nguyên Bảo Cự 507-535-551 | (1)Tây Ngụy Văn Đế Nguyên Bảo Cự 507-535-551 |  |  |                                                    |                                                    |                                                    |                                                    |                                                    |                                                    |  |  | Thanh Hà Văn Tuyên vương Nguyên Đản ?-537                   | Thanh Hà Văn Tuyên vương Nguyên Đản ?-537                   | Thanh Hà Văn Tuyên vương Nguyên Đản ?-537                   | Thanh Hà Văn Tuyên vương Nguyên Đản ?-537                   | Thanh Hà Văn Tuyên vương Nguyên Đản ?-537                   | Thanh Hà Văn Tuyên vương Nguyên Đản ?-537                   |  |  |                                                  |                                                  |                                                  |                                                  |                                                  |                                                  |  |  |                                                     |                                                     |                                                     |                                                     |                                                     |                                                     |                                               |                                               |                                               |                                               |                                            |                                            |                                            |                                            |  |  |                                                  |                                                  |                                                  |                                                  |                                                  |                                                  |  |  |  |  |  |  |  |  |  |  |  |  |  |  |  |  |  |  |  |  |
|                                                 |                                                 |                                                 |                                                 |                                                 |                                                 |                             |                             |                                               |                                               |                                               |                                               |                                               |                                               |  |  |                                                  |                                                  |                                                  |                                                  |                                                  |                                                  |  |  |                                              |                                              |                                              |                                              |                                              |                                              |  |  |                                                    |                                                    |                                                    |                                                    |                                                    |                                                    |  |  |                                                             |                                                             |                                                             |                                                             |                                                             |                                                             |  |  |                                                  |                                                  |                                                  |                                                  |                                                  |                                                  |  |  |                                                     |                                                     |                                                     |                                                     |                                                     |                                                     |                                               |                                               |                                               |                                               |                                            |                                            |                                            |                                            |  |  |                                                  |                                                  |                                                  |                                                  |                                                  |                                                  |  |  |  |  |  |  |  |  |  |  |  |  |  |  |  |  |  |  |  |  |
|                                                 |                                                 |                                                 |                                                 |                                                 |                                                 |                             |                             |                                               |                                               |                                               |                                               |                                               |                                               |  |  |                                                  |                                                  |                                                  |                                                  |                                                  |                                                  |  |  |                                              |                                              |                                              |                                              |                                              |                                              |  |  |                                                    |                                                    |                                                    |                                                    |                                                    |                                                    |  |  | Đông Ngụy                                                   |                                                             |                                                             |                                                             |                                                             |                                                             |  |  |                                                  |                                                  |                                                  |                                                  |                                                  |                                                  |  |  |                                                     |                                                     |                                                     |                                                     |                                                     |                                                     |                                               |                                               |                                               |                                               |                                            |                                            |                                            |                                            |  |  |                                                  |                                                  |                                                  |                                                  |                                                  |                                                  |  |  |  |  |  |  |  |  |  |  |  |  |  |  |  |  |  |  |  |  |
| Tuyên Đế Nguyên thị 528-?                       | Tuyên Đế Nguyên thị 528-?                       | Tuyên Đế Nguyên thị 528-?                       | Tuyên Đế Nguyên thị 528-?                       | Tuyên Đế Nguyên thị 528-?                       | Tuyên Đế Nguyên thị 528-?                       |                             |                             |                                               |                                               |                                               |                                               |                                               |                                               |  |  | (10)Bắc Ngụy Ấu Chủ 526-528                      | (10)Bắc Ngụy Ấu Chủ 526-528                      | (10)Bắc Ngụy Ấu Chủ 526-528                      | (10)Bắc Ngụy Ấu Chủ 526-528                      | (10)Bắc Ngụy Ấu Chủ 526-528                      | (10)Bắc Ngụy Ấu Chủ 526-528                      |  |  | (2)Tây Ngụy Phế Đế Nguyên Khâm 525-551-554   | (2)Tây Ngụy Phế Đế Nguyên Khâm 525-551-554   | (2)Tây Ngụy Phế Đế Nguyên Khâm 525-551-554   | (2)Tây Ngụy Phế Đế Nguyên Khâm 525-551-554   | (2)Tây Ngụy Phế Đế Nguyên Khâm 525-551-554   | (2)Tây Ngụy Phế Đế Nguyên Khâm 525-551-554   |  |  | (3)Tây Ngụy Cung Đế Nguyên Khuếch 537-554-557      | (3)Tây Ngụy Cung Đế Nguyên Khuếch 537-554-557      | (3)Tây Ngụy Cung Đế Nguyên Khuếch 537-554-557      | (3)Tây Ngụy Cung Đế Nguyên Khuếch 537-554-557      | (3)Tây Ngụy Cung Đế Nguyên Khuếch 537-554-557      | (3)Tây Ngụy Cung Đế Nguyên Khuếch 537-554-557      |  |  | (1)Đông Ngụy Hiếu Tĩnh Đế Nguyên Thiện Kiến 524-534-550-551 | (1)Đông Ngụy Hiếu Tĩnh Đế Nguyên Thiện Kiến 524-534-550-551 | (1)Đông Ngụy Hiếu Tĩnh Đế Nguyên Thiện Kiến 524-534-550-551 | (1)Đông Ngụy Hiếu Tĩnh Đế Nguyên Thiện Kiến 524-534-550-551 | (1)Đông Ngụy Hiếu Tĩnh Đế Nguyên Thiện Kiến 524-534-550-551 | (1)Đông Ngụy Hiếu Tĩnh Đế Nguyên Thiện Kiến 524-534-550-551 |  |  |                                                  |                                                  |                                                  |                                                  |                                                  |                                                  |  |  |                                                     |                                                     |                                                     |                                                     |                                                     |                                                     |                                               |                                               |                                               |                                               |                                            |                                            |                                            |                                            |  |  |                                                  |                                                  |                                                  |                                                  |                                                  |                                                  |  |  |  |  |  |  |  |  |  |  |  |  |  |  |  |  |  |  |  |  |

| Thụy hiệu (諡號)      | Họ, tên                    | Trị vì  | Niên hiệu (年號), thời gian dùng                                                                     |
| --------------------- | -------------------------- | ------- | --- |
| Nhà Đông Ngụy 534-550 |                            |         | |
| Hiếu Tĩnh Đế (孝靜帝) | Nguyên Thiện Kiến (元善見) | 534-550 | Thiên Bình (天平) 534-537 Nguyên Tượng (元象) 538-539 Hưng Hòa (興和) 539-542 Vũ Định (武定) 543-550 |